# Plemena koček
Stejně jako u všech ostatních domácích zvířat, i u kočky domácí se setkáváme s velkým množstvím vyšlechtěných plemen.
FIFe rozděluje plemena koček do 4 skupin:

## Dlouhosrsté kočky

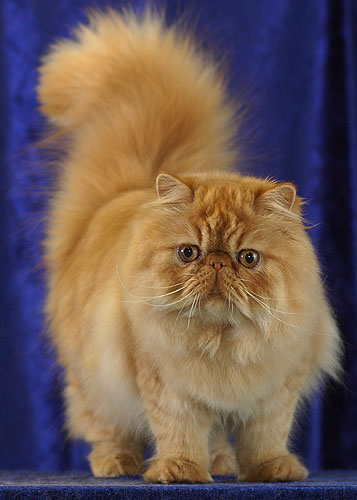
Perská kočka
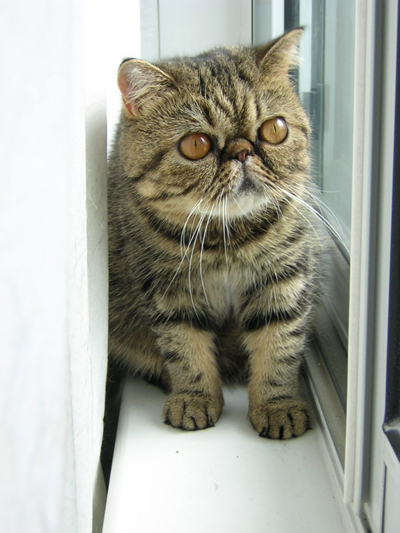
Exotická kočka
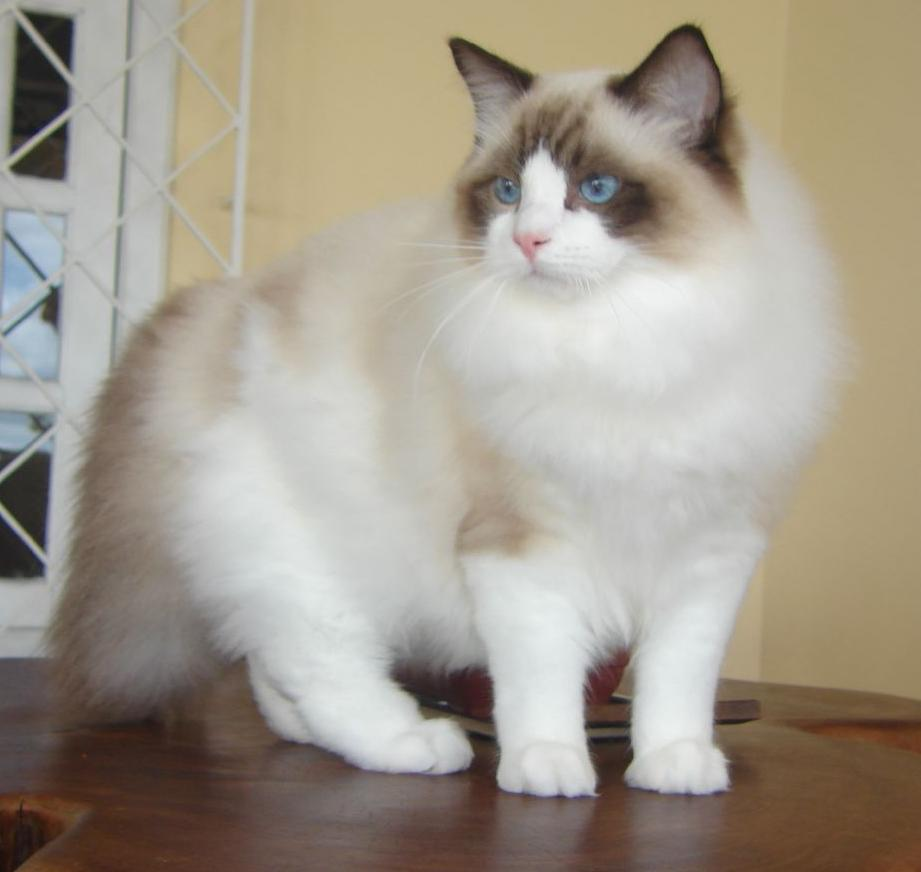
Ragdoll
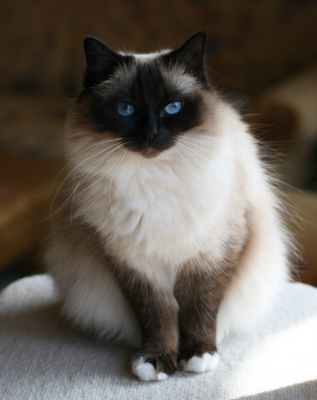
Birma
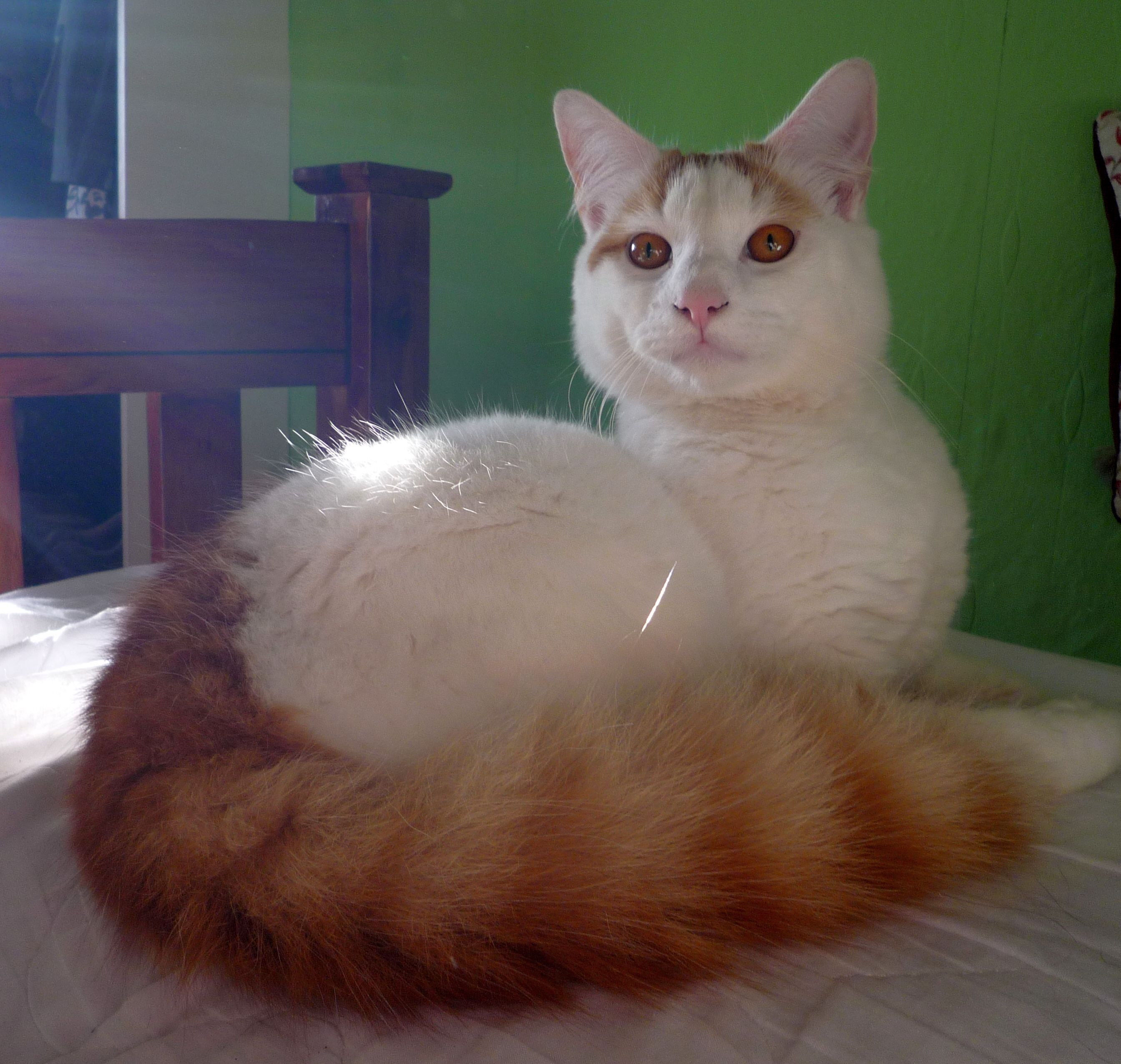
Turecká van

- Perská kočka
- Exotická kočka (kotě)
- Ragdoll
- Birma
- Turecká van

## Polodlouhosrsté kočky
- Americká kadeřavá kočka dlouhosrstá
- Americká kadeřavá kočka krátkosrstá
- La Perm dlouhosrstá
- La Perm krátkosrstá
- Mainská mývalí kočka
- Něvská maškaráda
- Norská lesní kočka
- Sibiřská kočka
- Selkirk Rex dlouhosrstý
- Selkirk Rex krátkosrstý
- Turecká angora

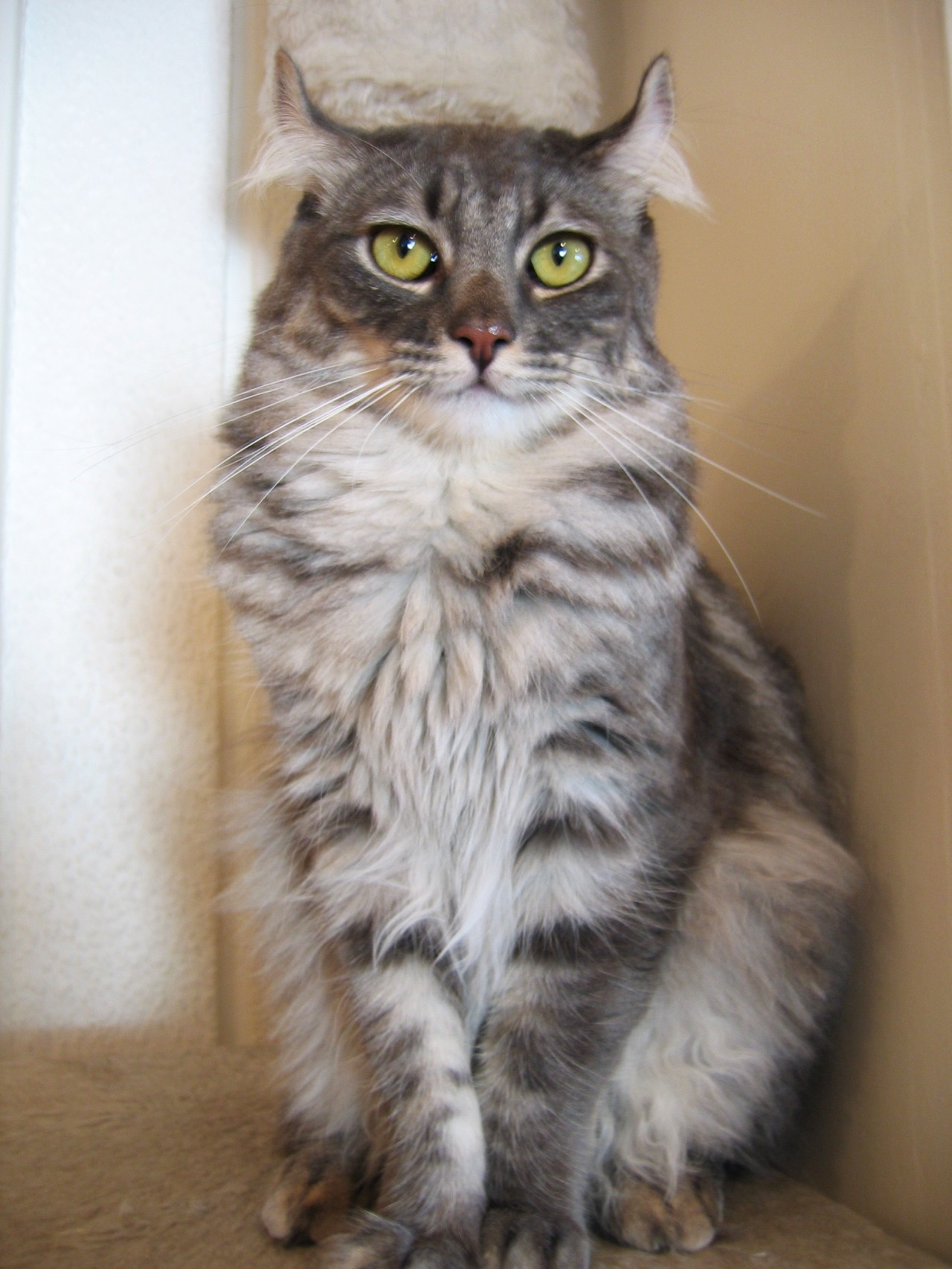
Americká kadeřavá kočka (dlouhosrstá)
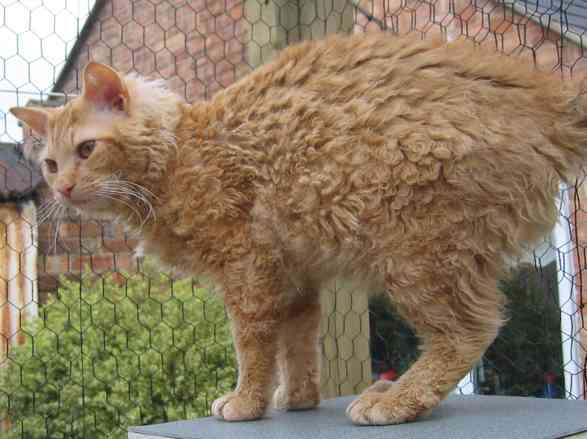
La Perm (dlouhosrstá)
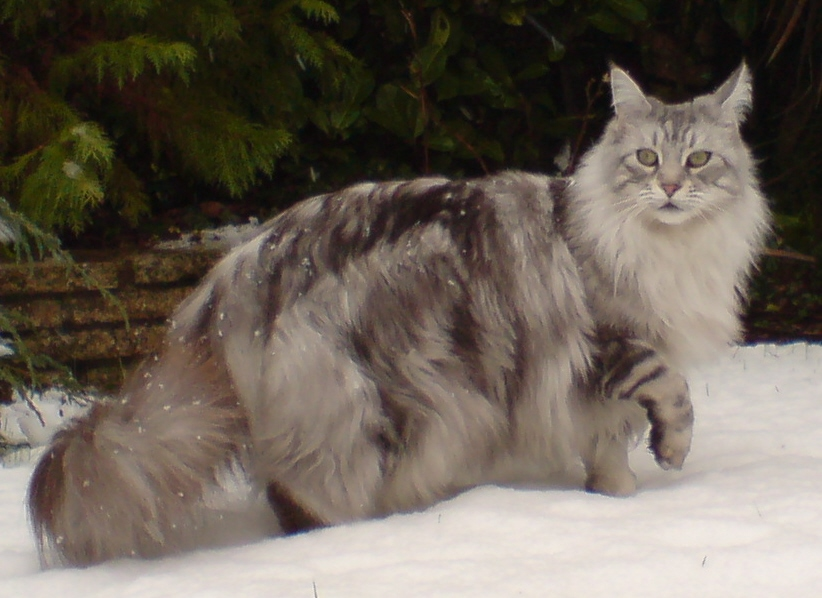
Mainská mývalí kočka
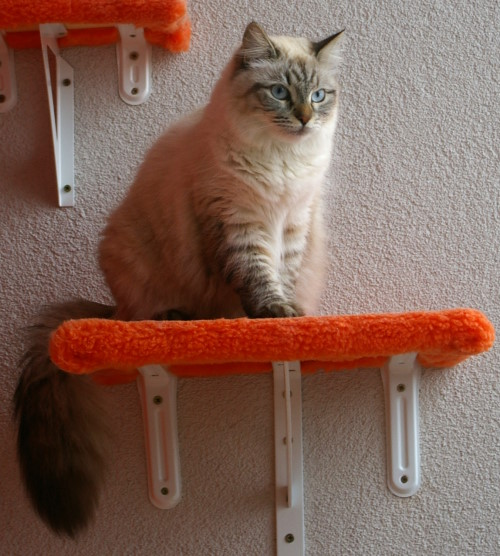
Něvská maškaráda
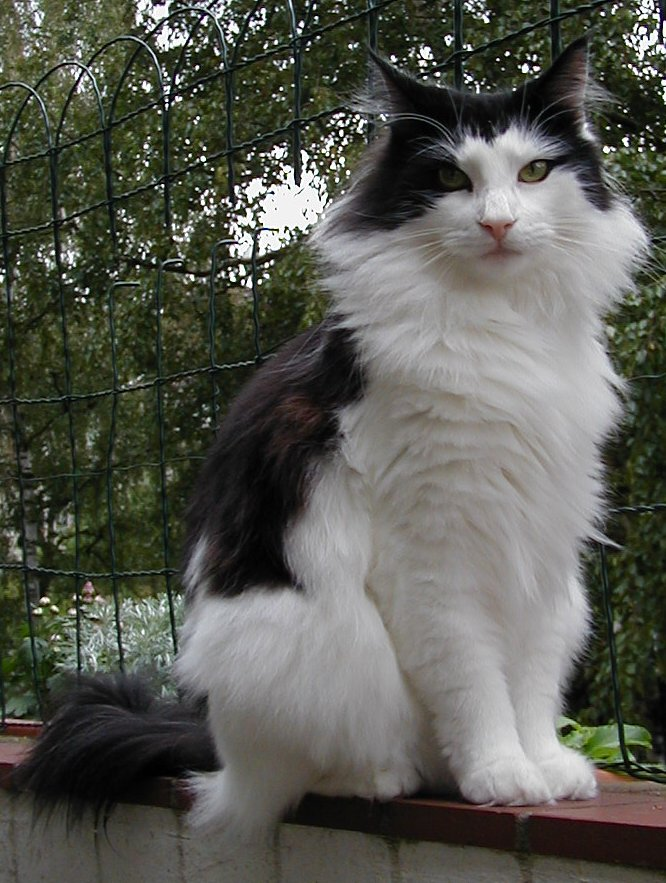
Norská lesní kočka
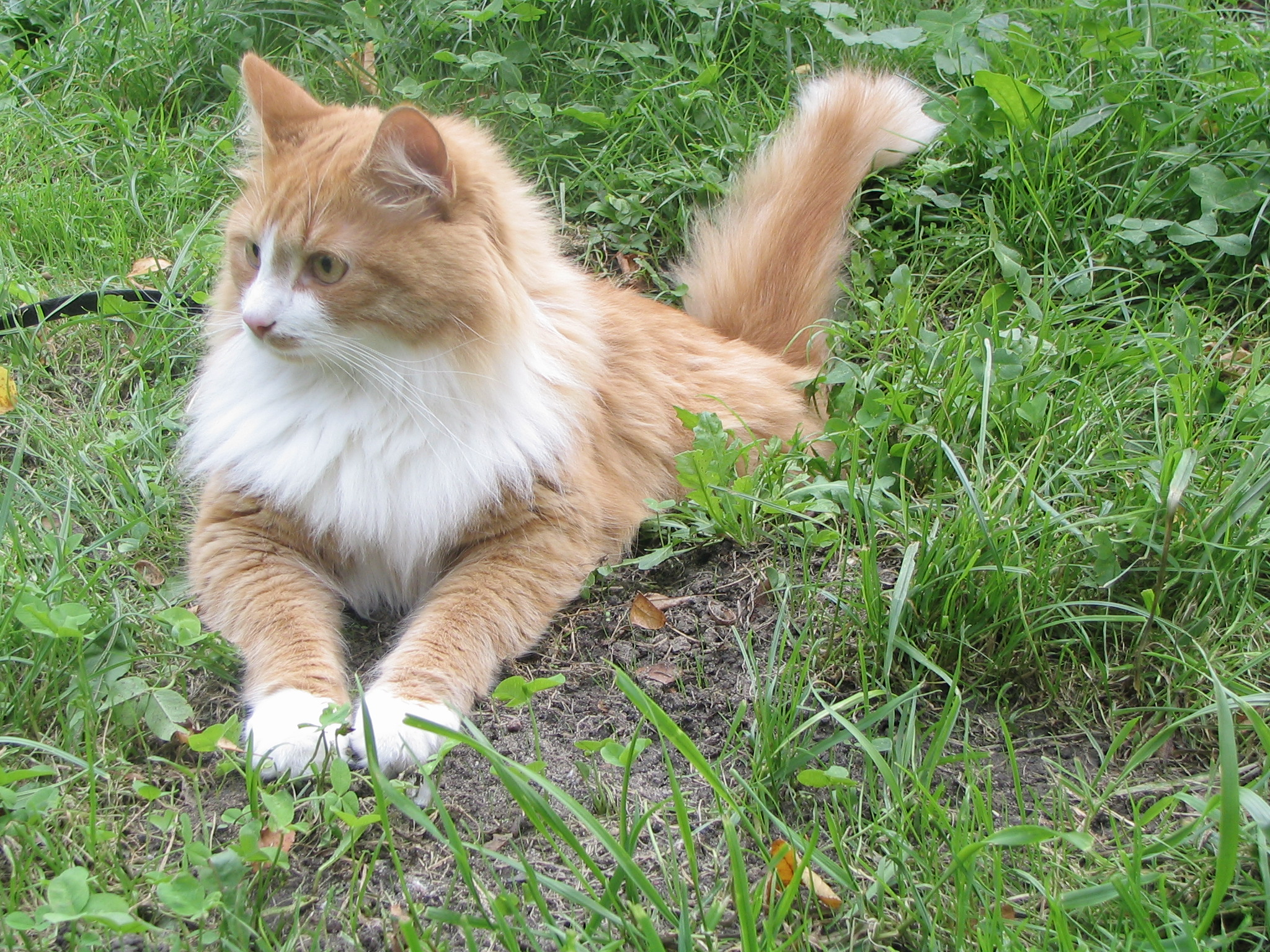
Sibiřská kočka
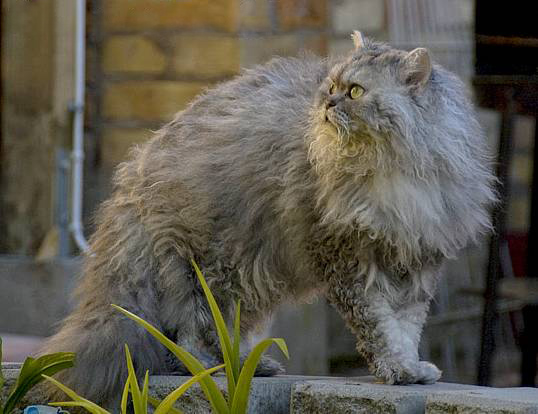
Selkirk Rex (dlouhosrstý)
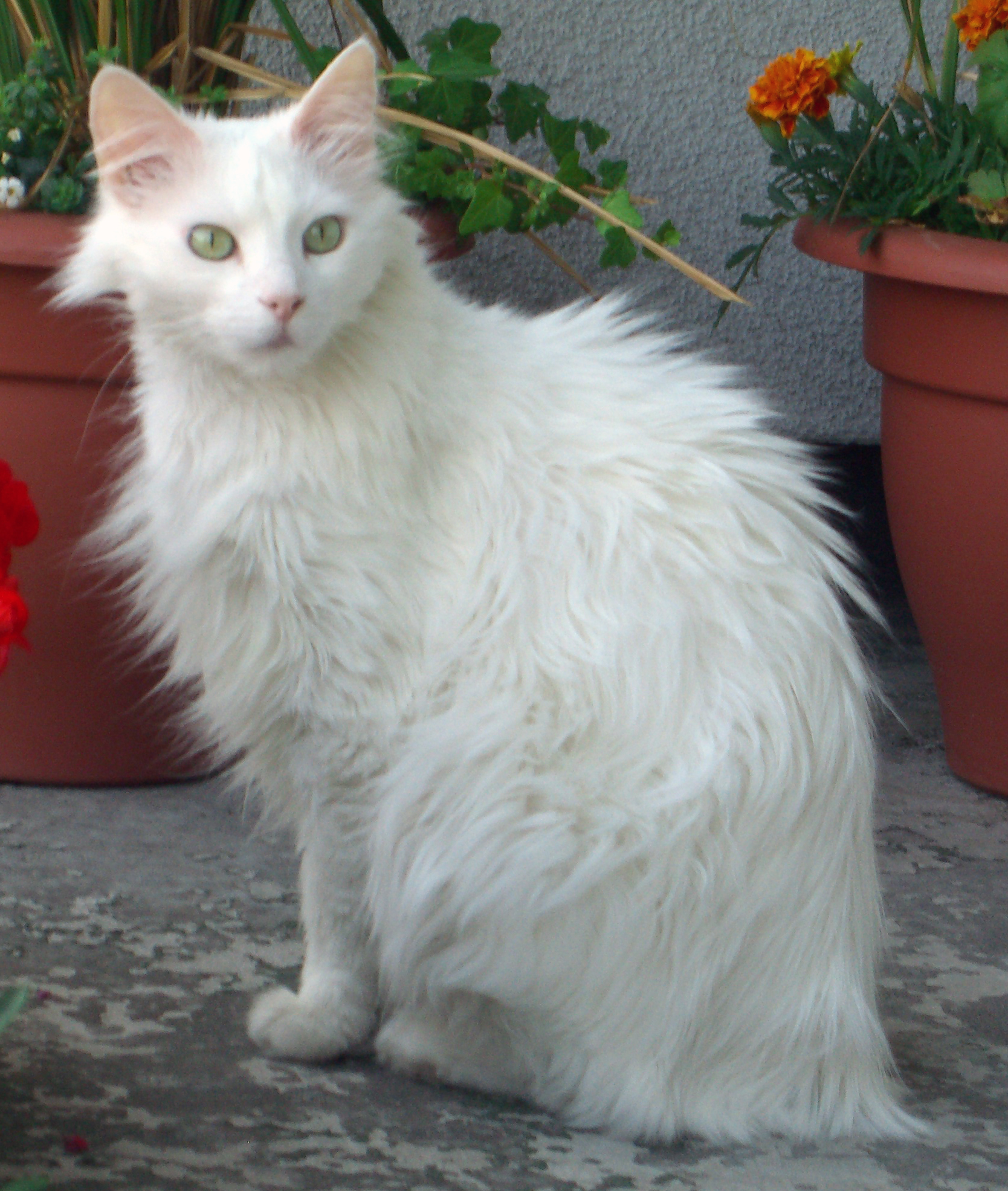
Turecká angora

## Krátkosrsté kočky

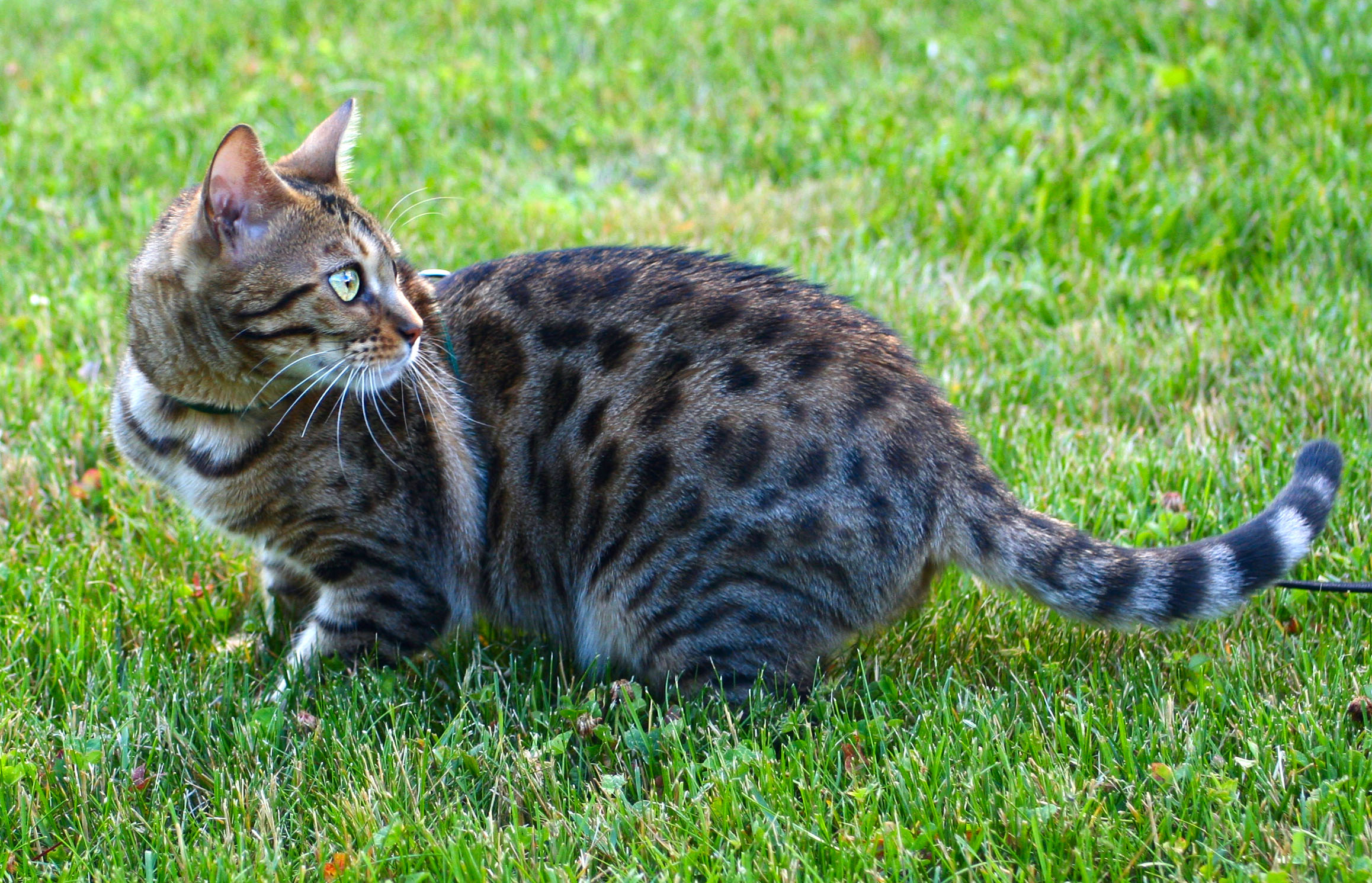
Brazilská krátkosrstá kočka
- Bengálská kočka
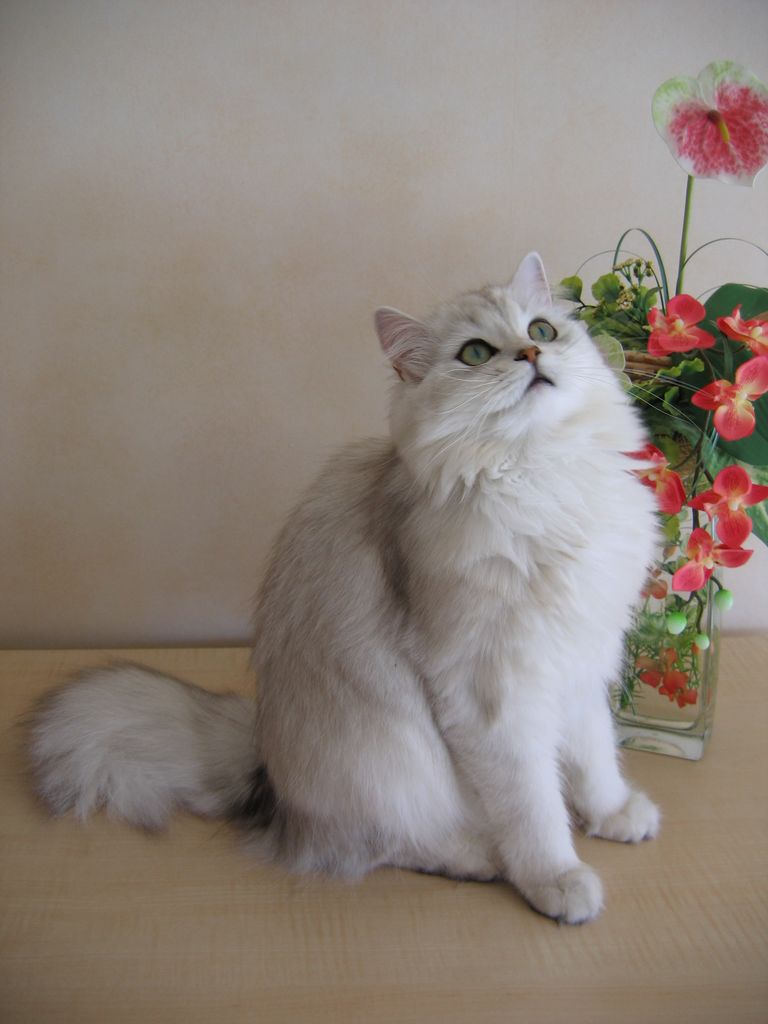
Britská dlouhosrstá kočka
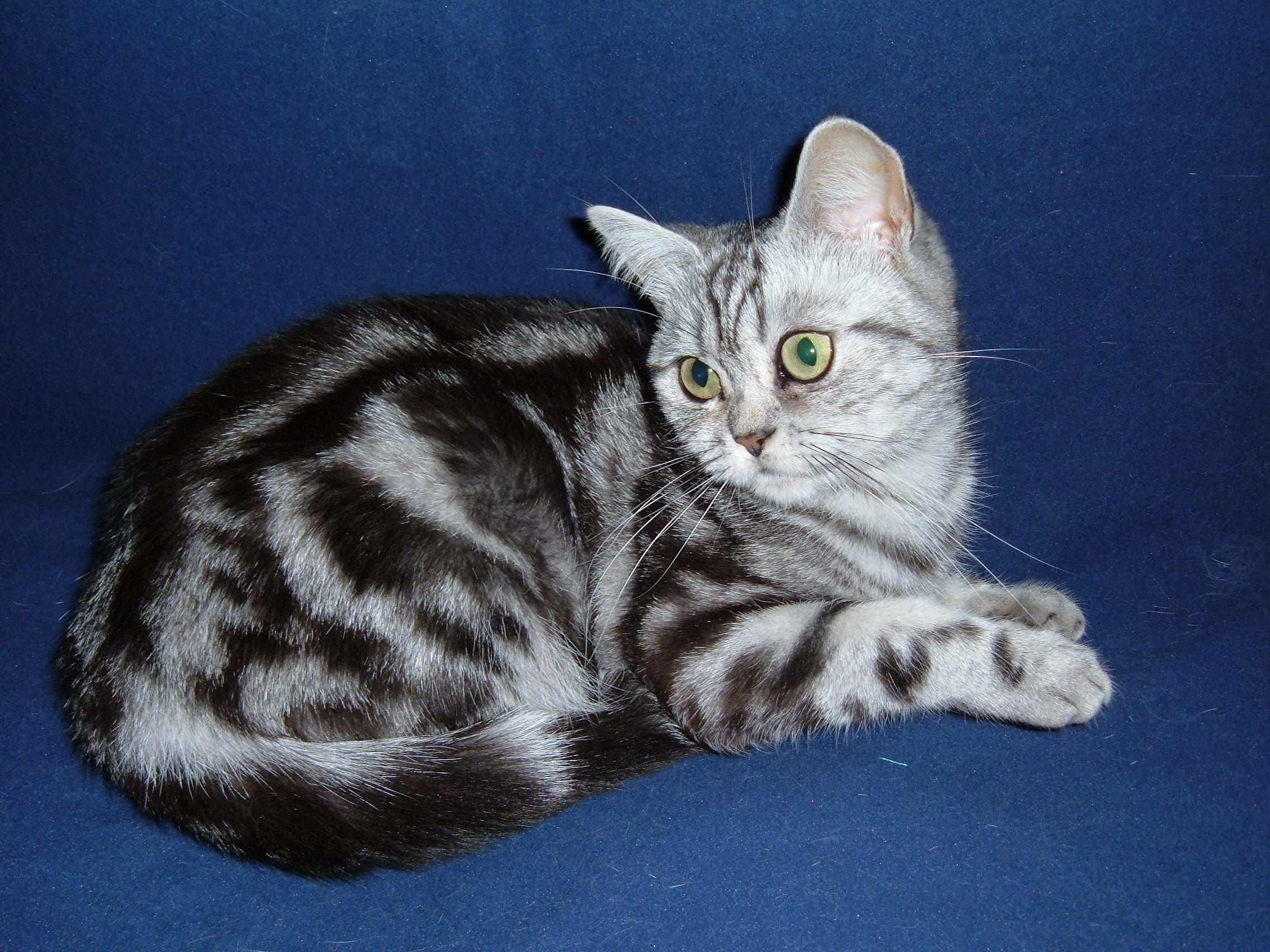
Britská krátkosrstá kočka
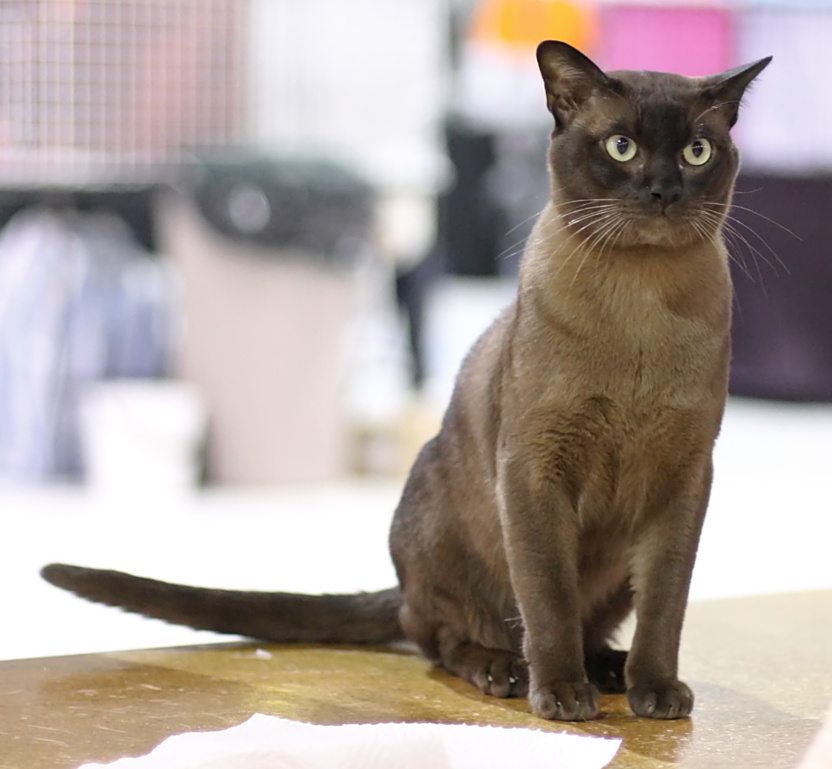
Barmská kočka
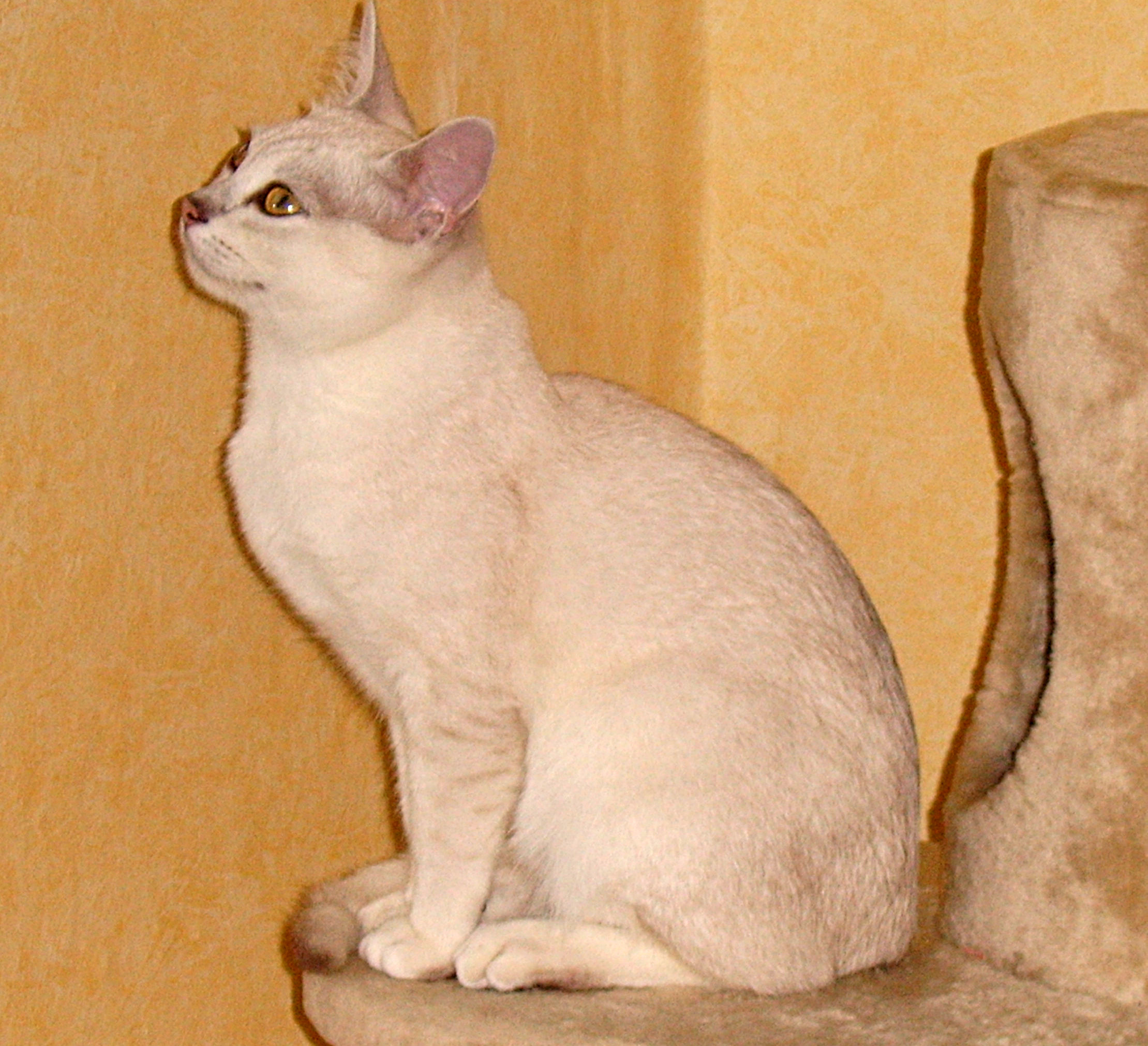
Burmilla
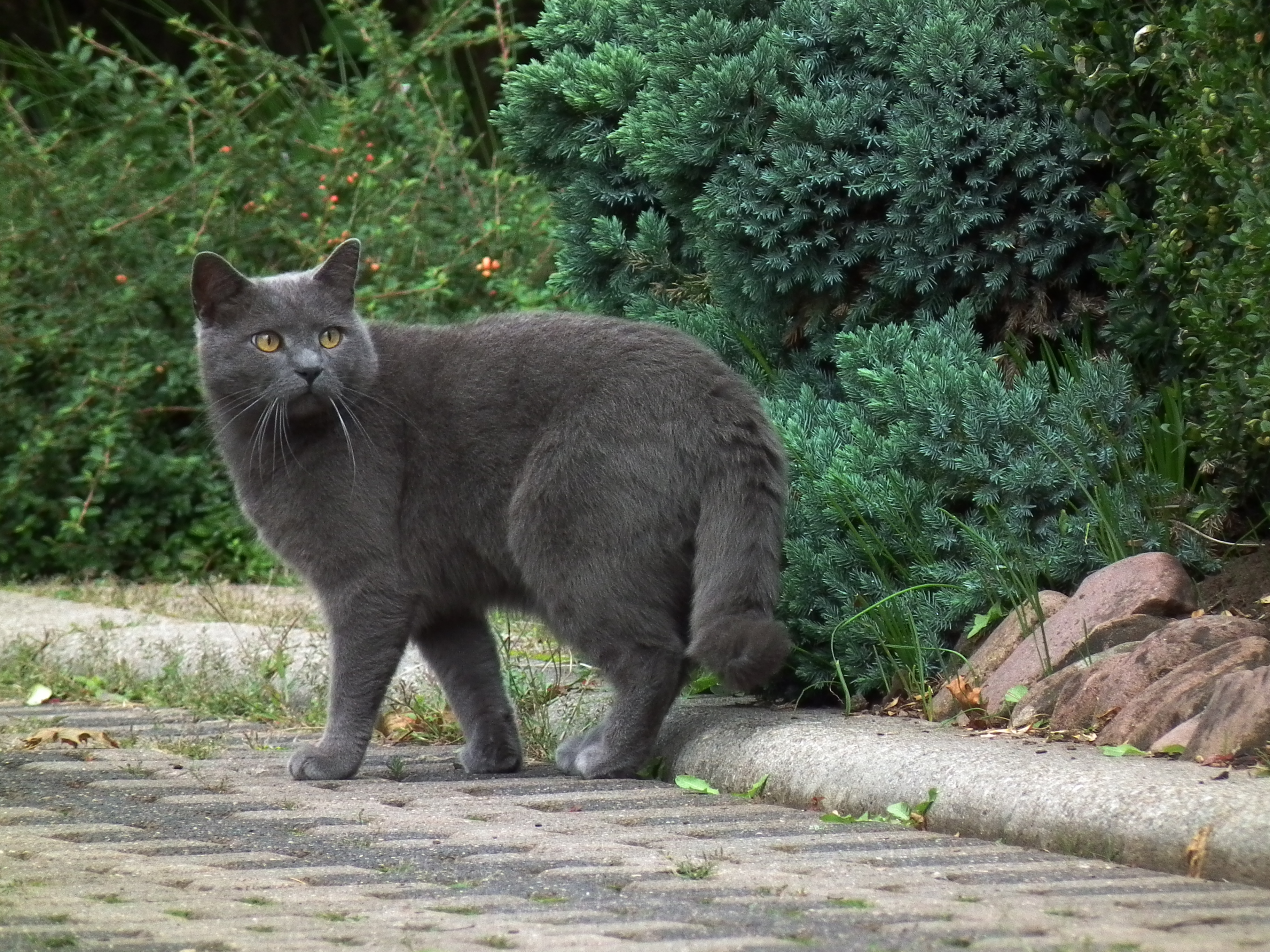
Kartouzská kočka
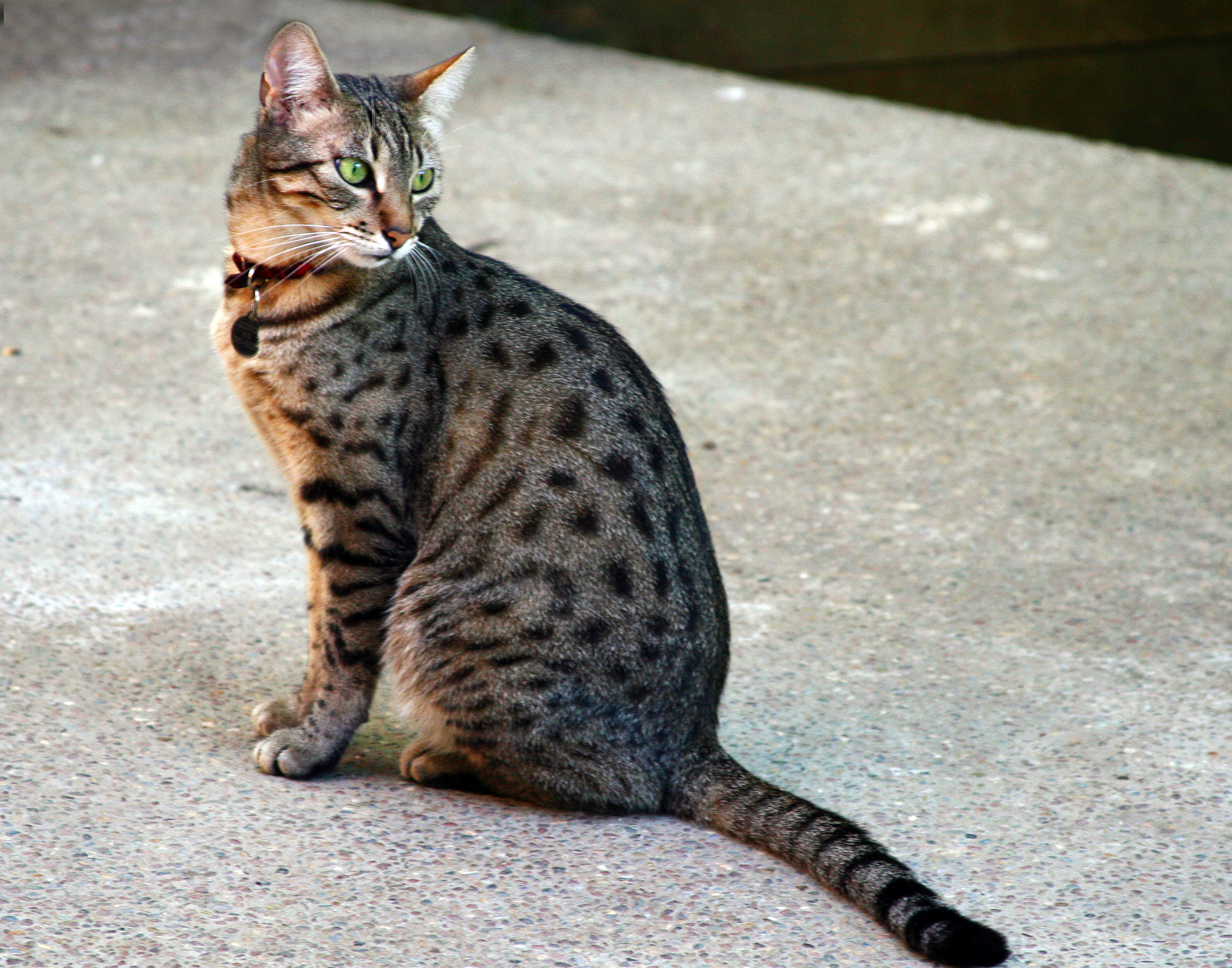
Egyptská mau
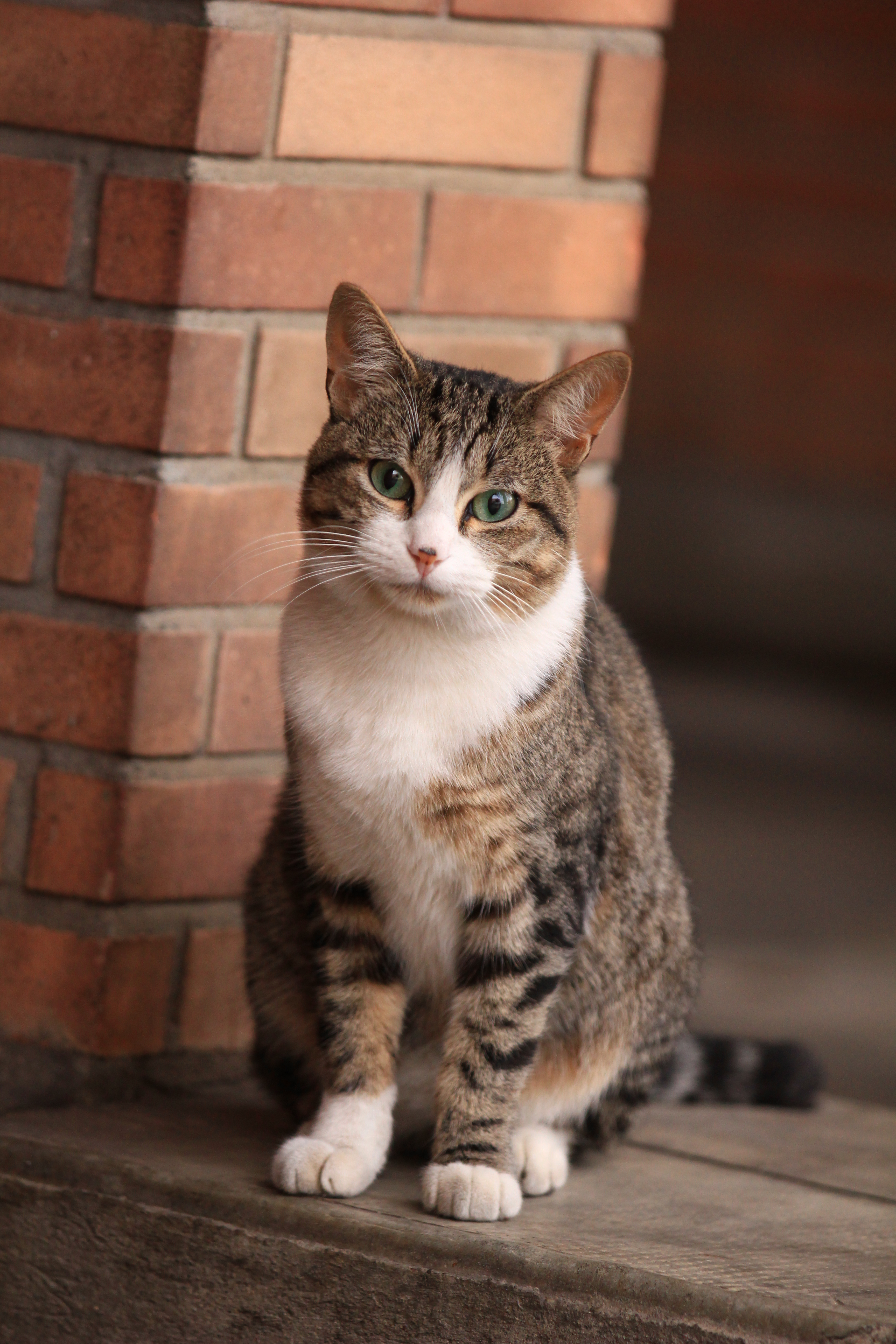
Evropská krátkosrstá kočka
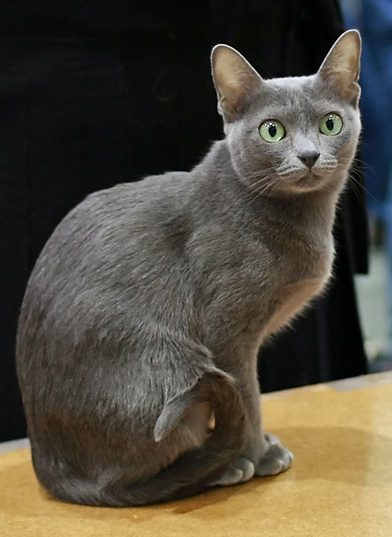
Korat
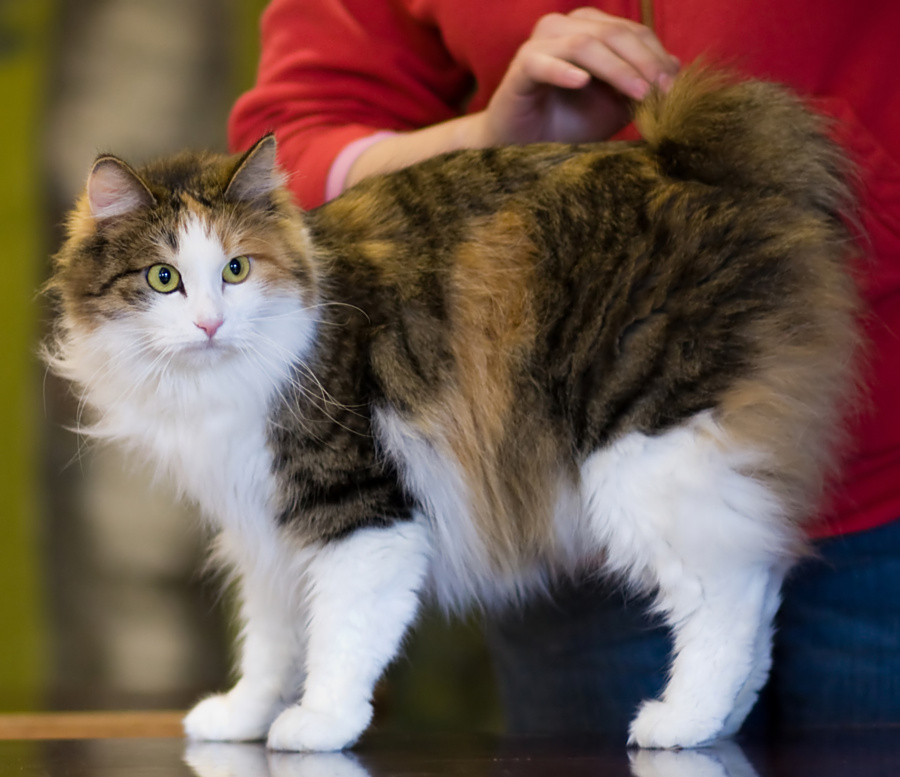
Kurilský bobtail dlouhosrstý
- Kurilský bobtail krátkosrstý
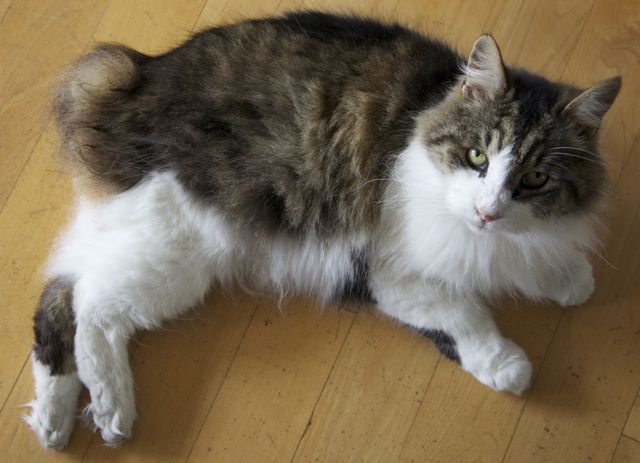
Kymerská kočka
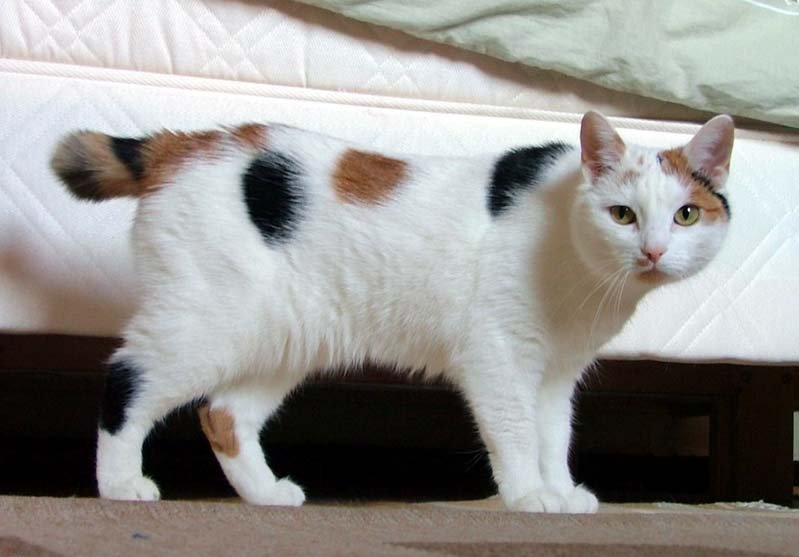
Manská kočka
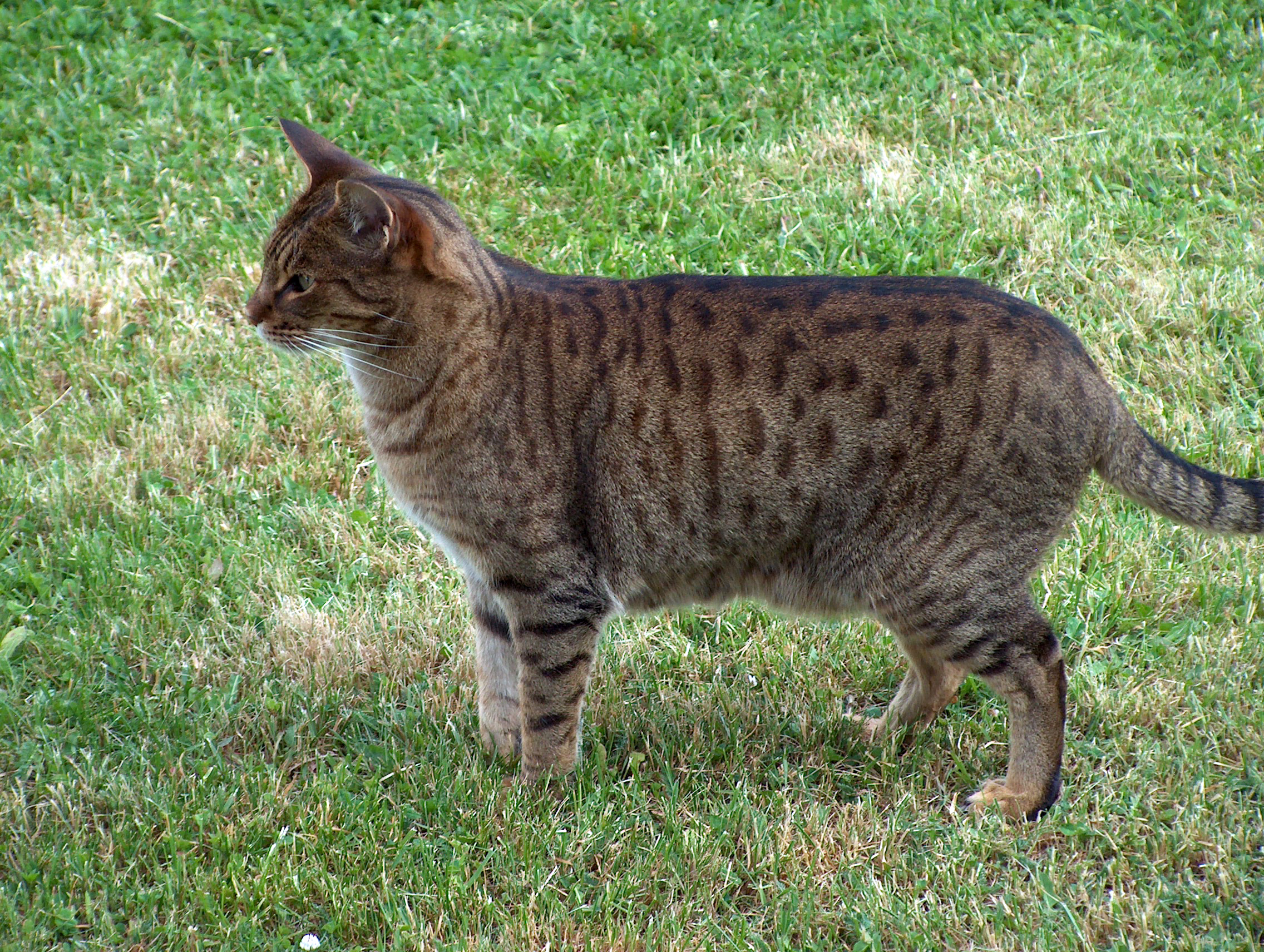
Ocicat
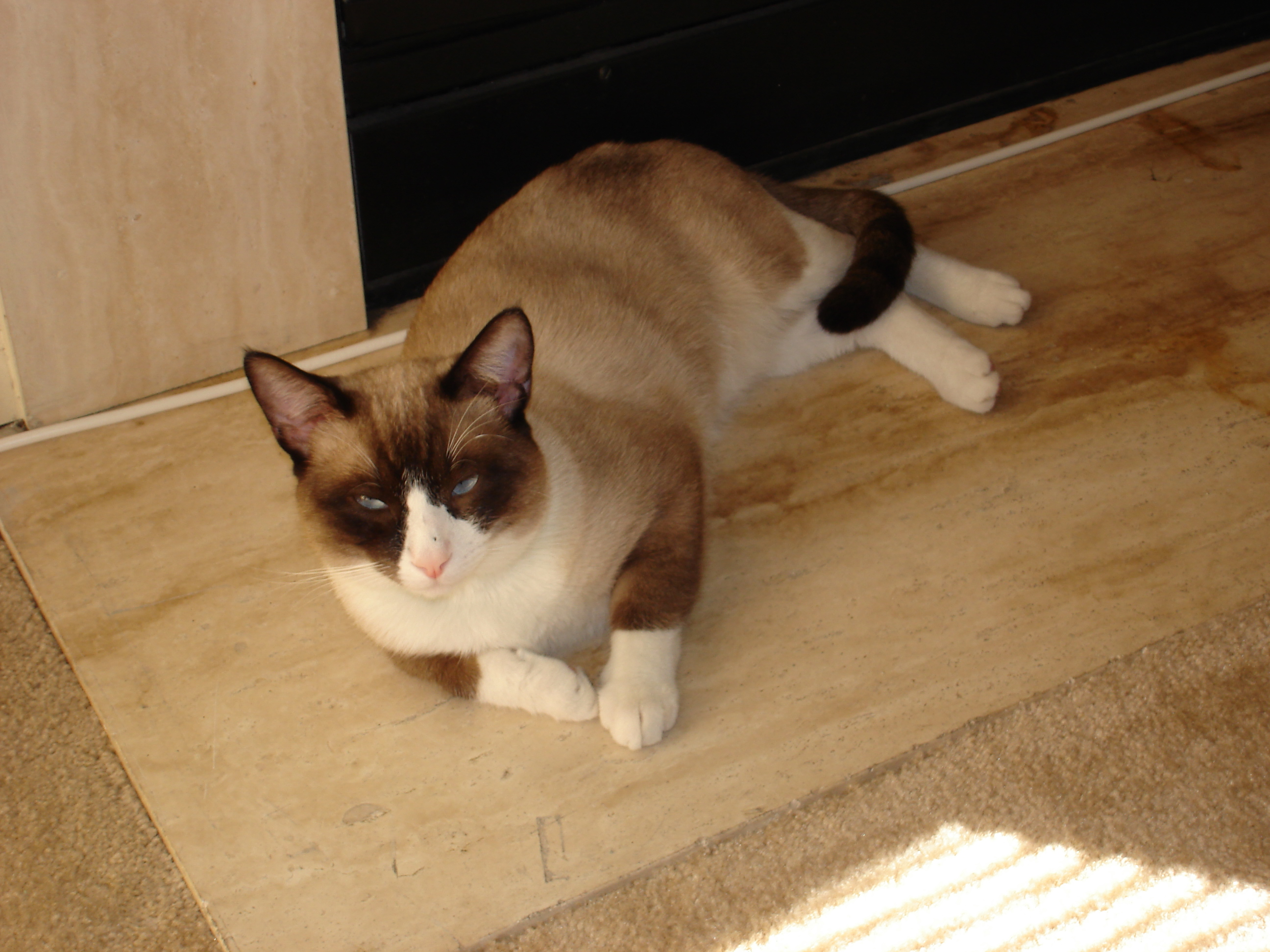
Snowshoe
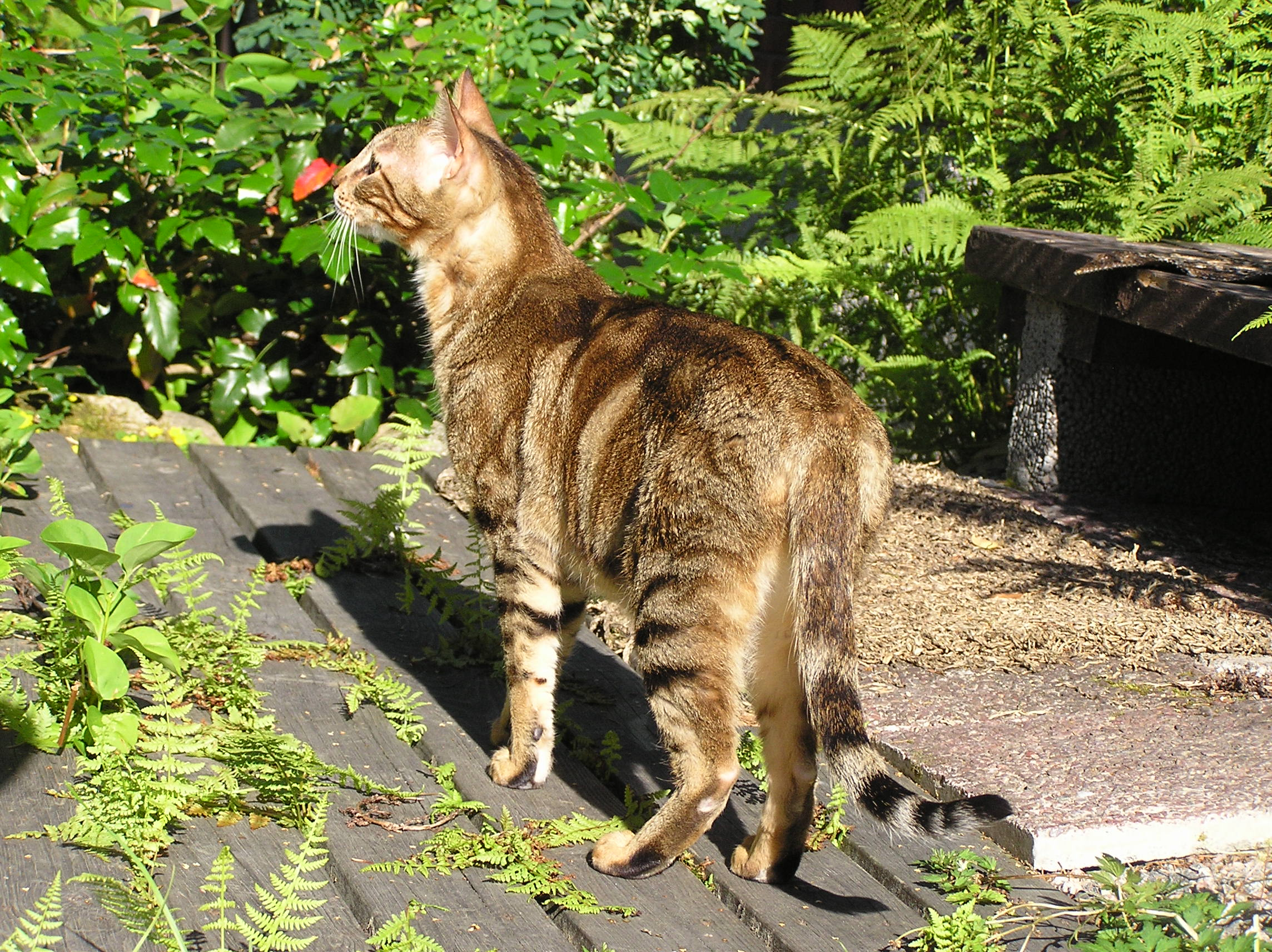
Sokoke
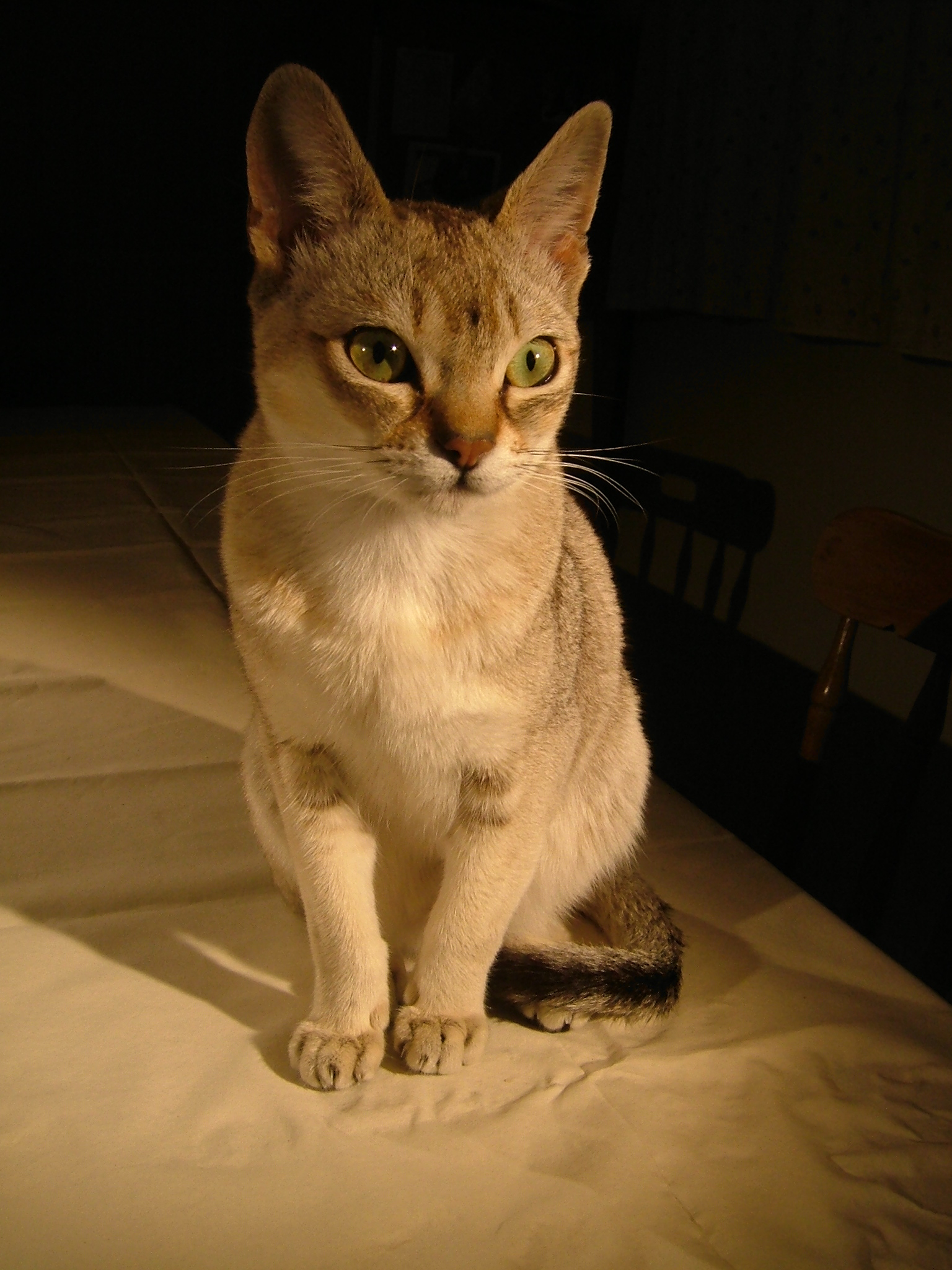
Singapurská kočka
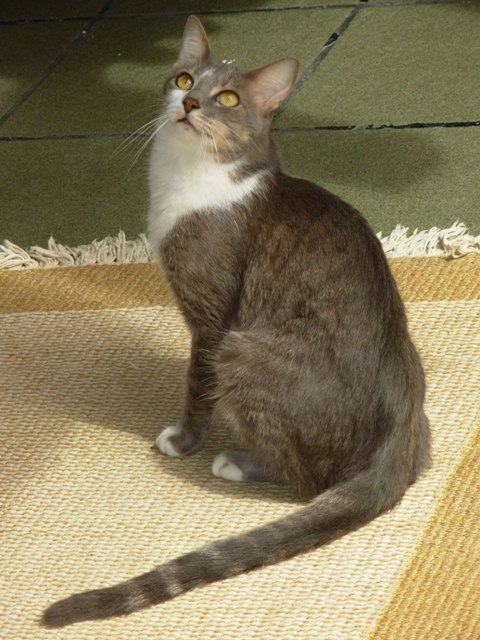
Brazilská krátkosrstá kočka

- Singapurská kočka

- Bengálská kočka
- Britská dlouhosrstá kočka
- Britská krátkosrstá kočka
- Barmská kočka (britský/evropský typ)
- Burmilla
- Kartouzská kočka
- Egyptská mau
- Evropská krátkosrstá kočka
- Korat
- Kurilský bobtail (dlouhosrstý)
- Kymerská kočka
- Manská kočka
- Ocicat
- Snowshoe
- Sokoke
- Singapurská kočka
- Brazilská krátkosrstá kočka

## Orientální, habešské a bezsrsté kočky

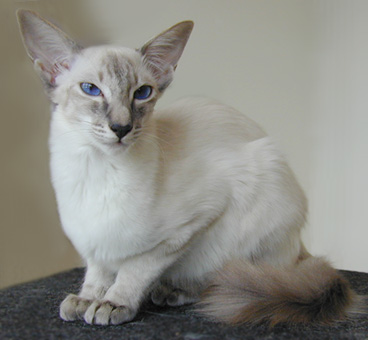
Balinéská kočka
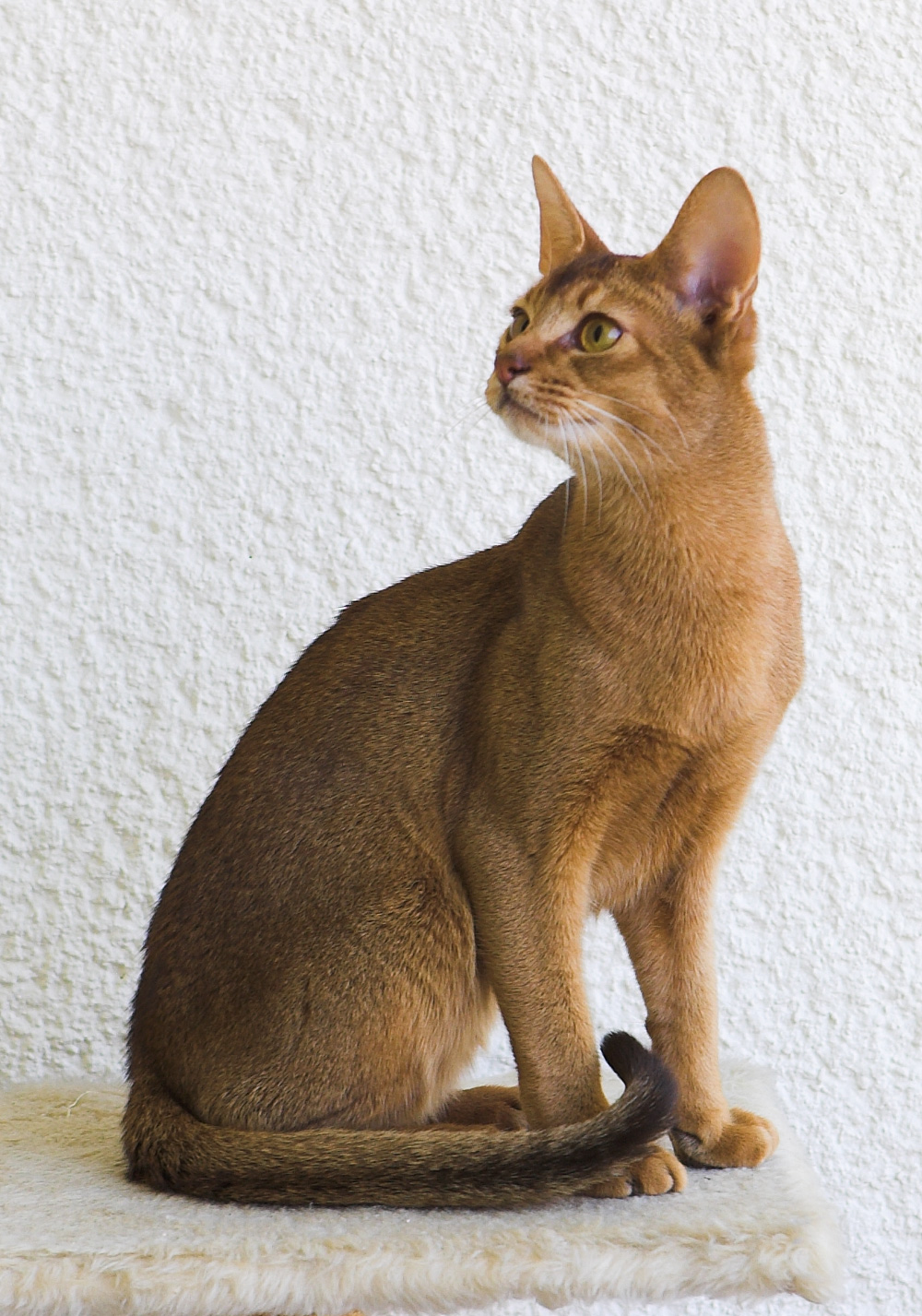
Habešská kočka
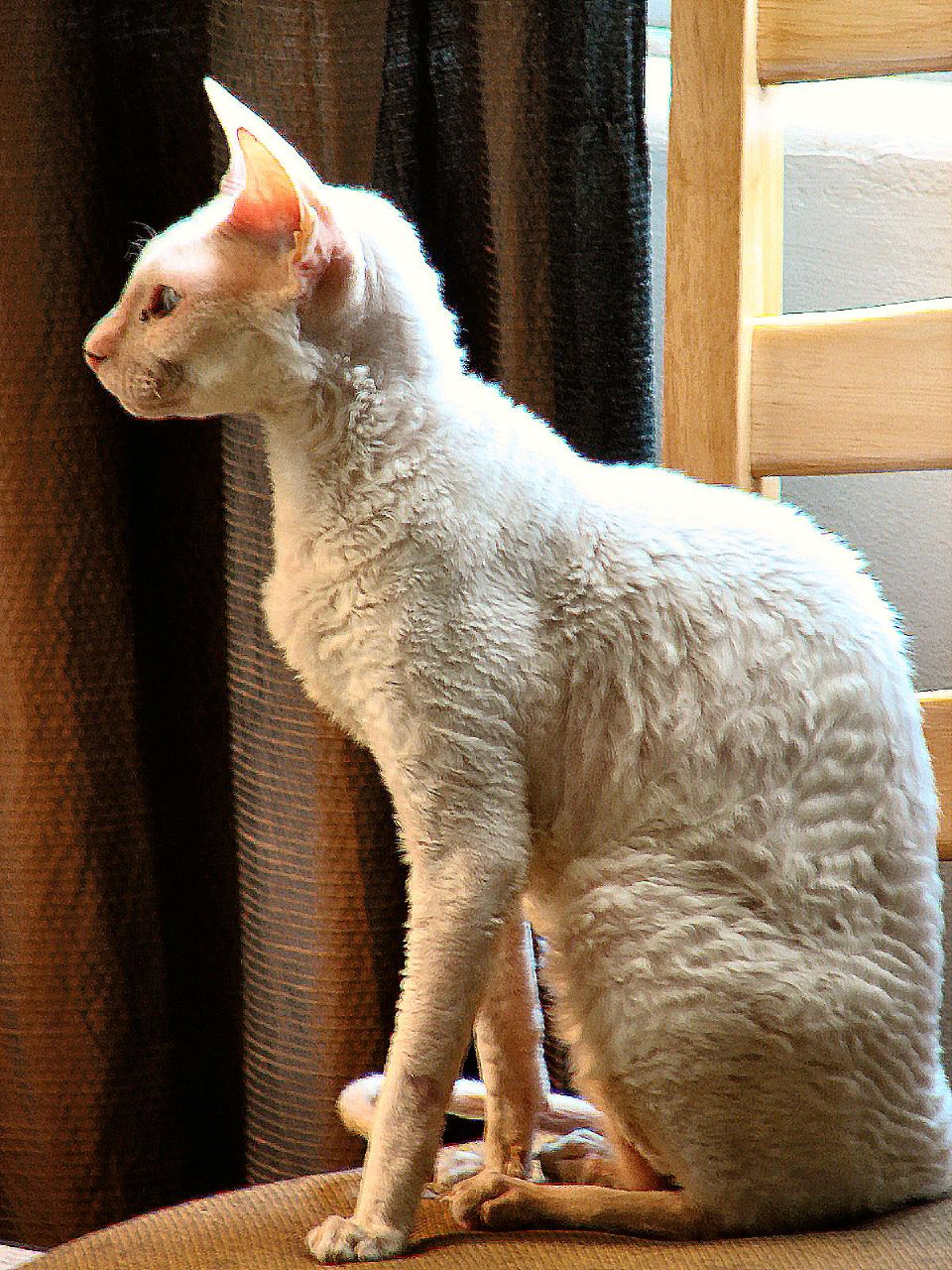
Cornish rex
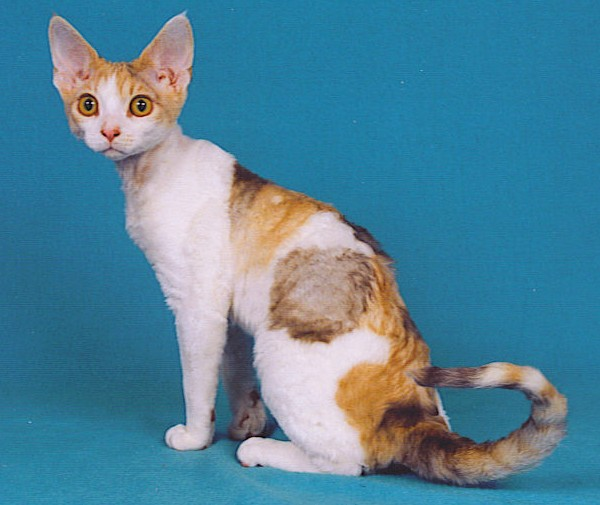
Devon rex
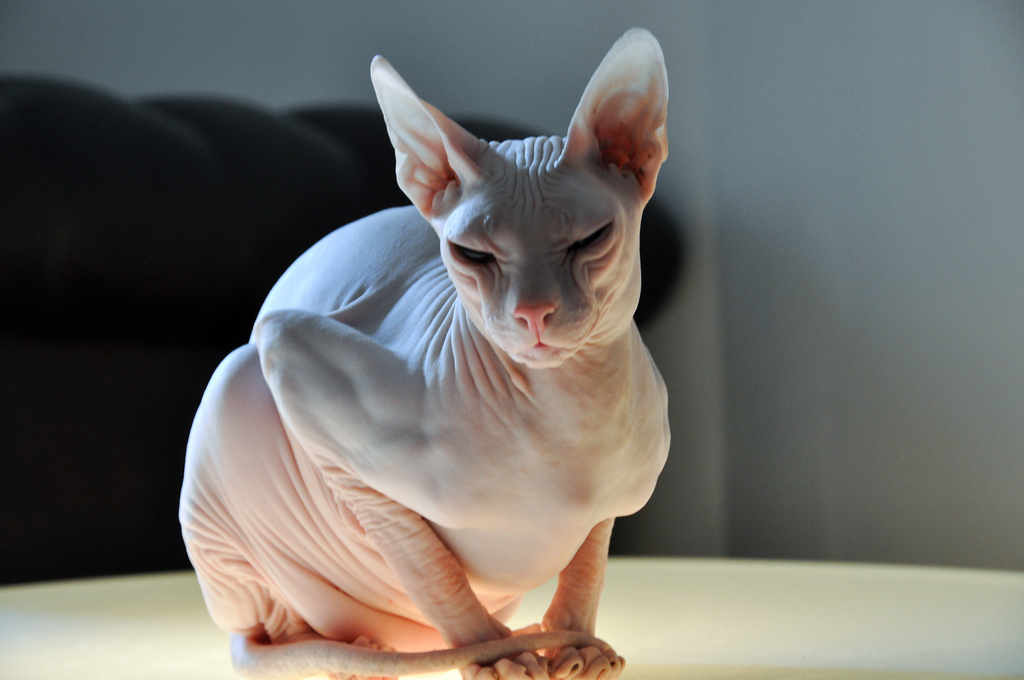
Donský sphynx
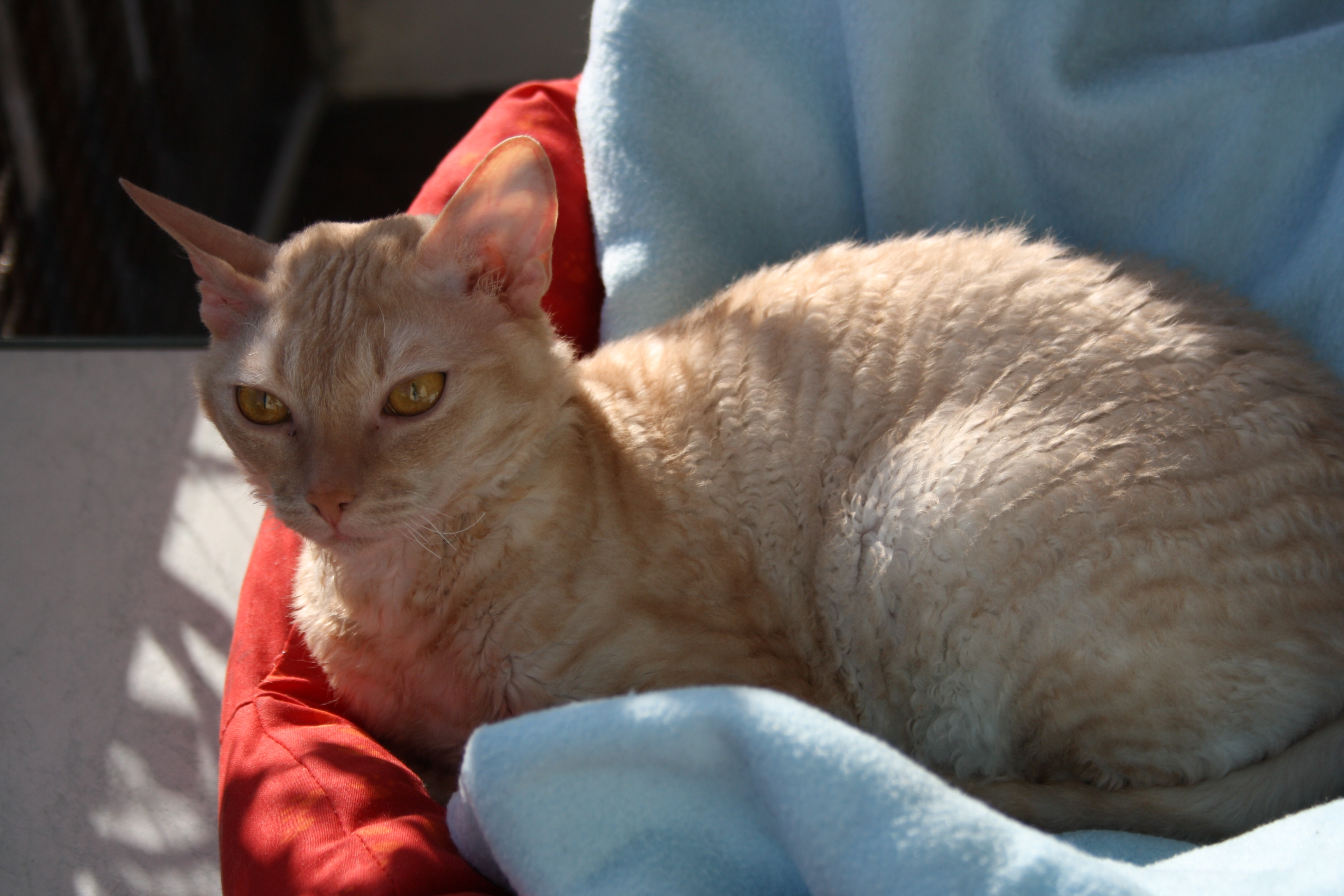
Německý rex
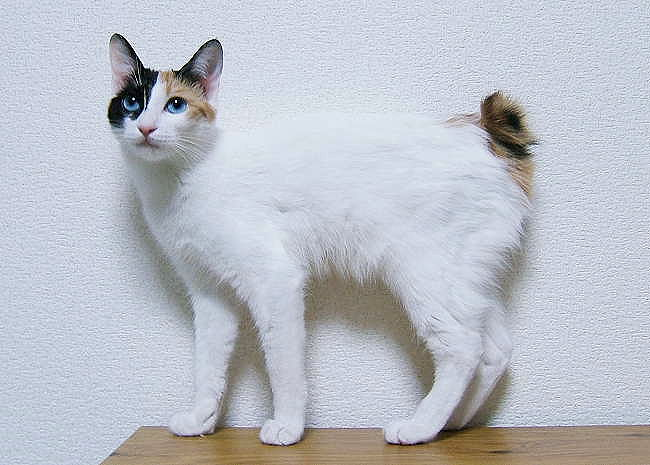
Japonský bobtail
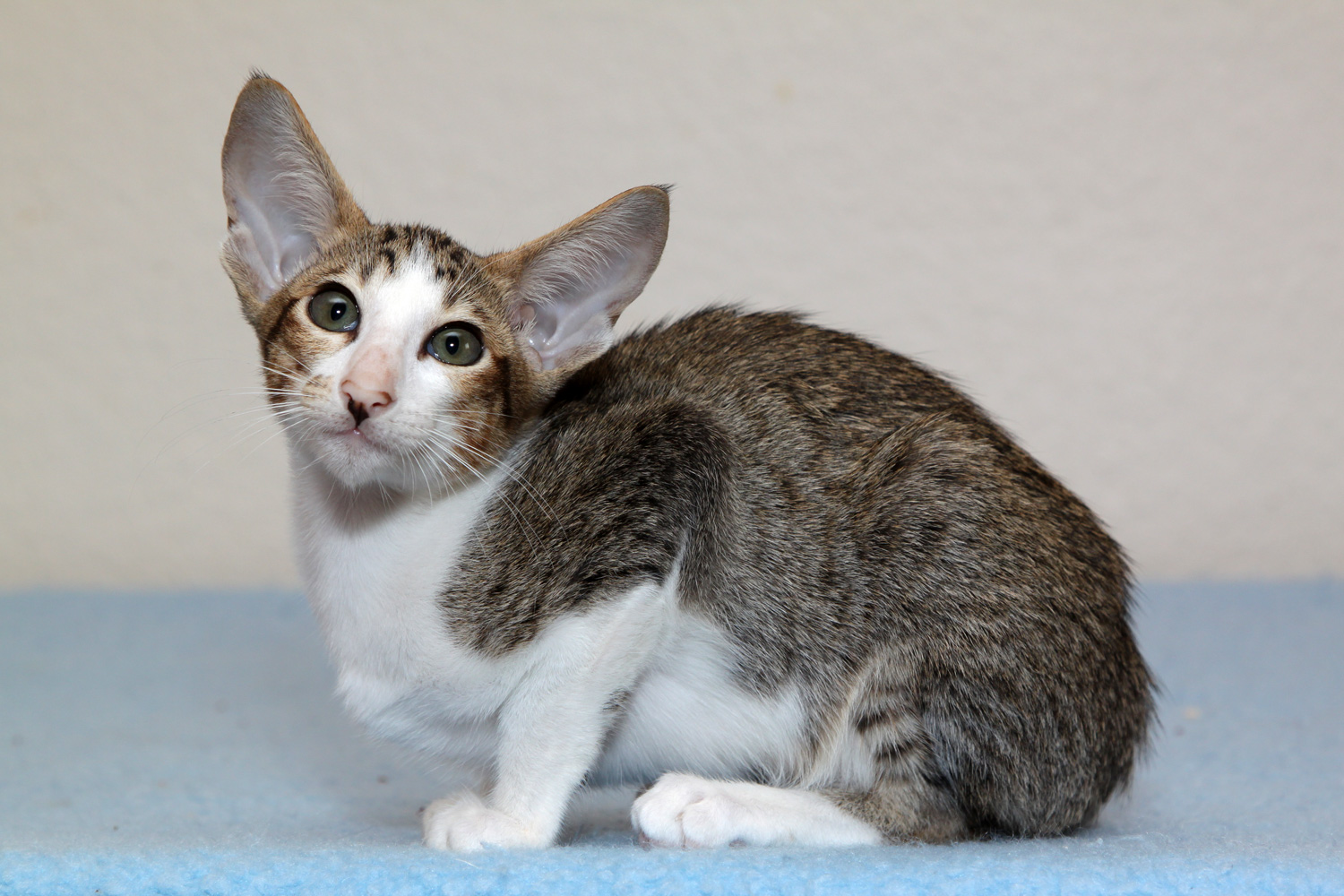
Orientální kočka dlouhosrstá
- Orientální kočka krátkosrstá
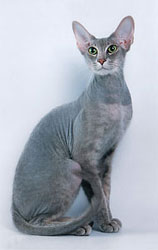
Peterbald
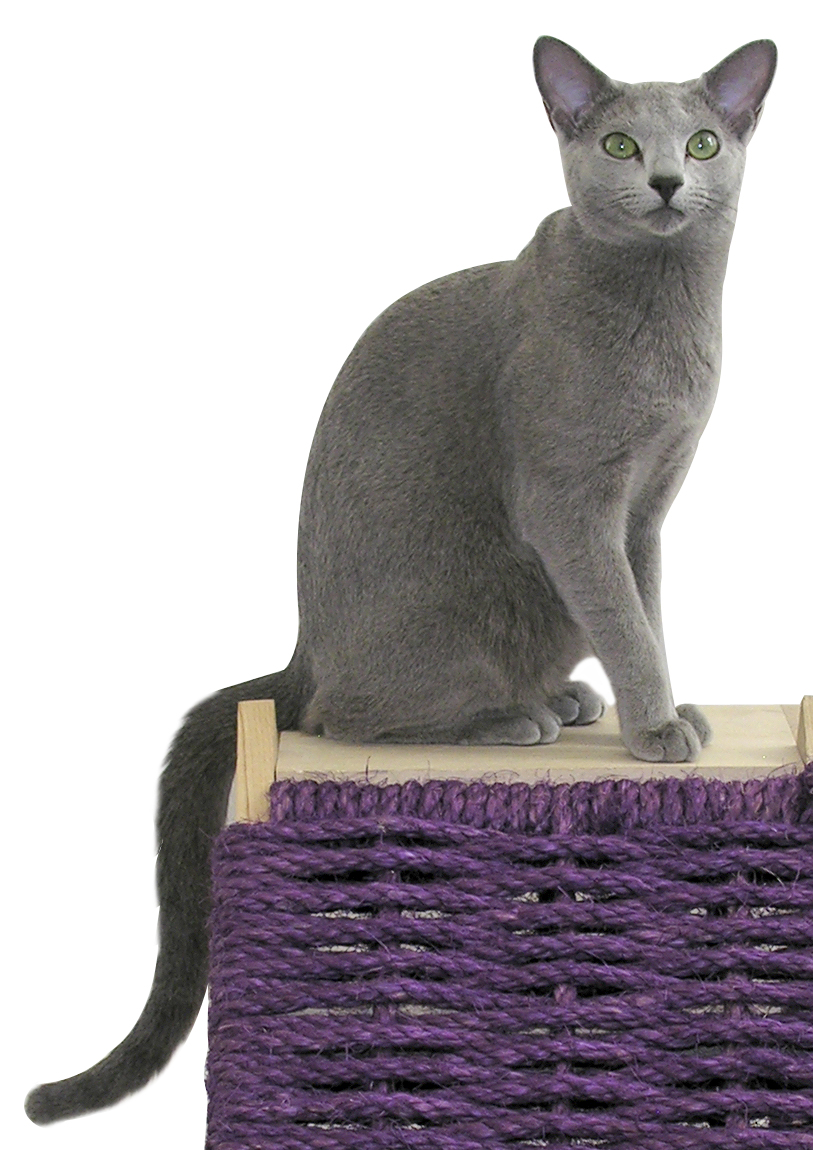
Ruská modrá kočka
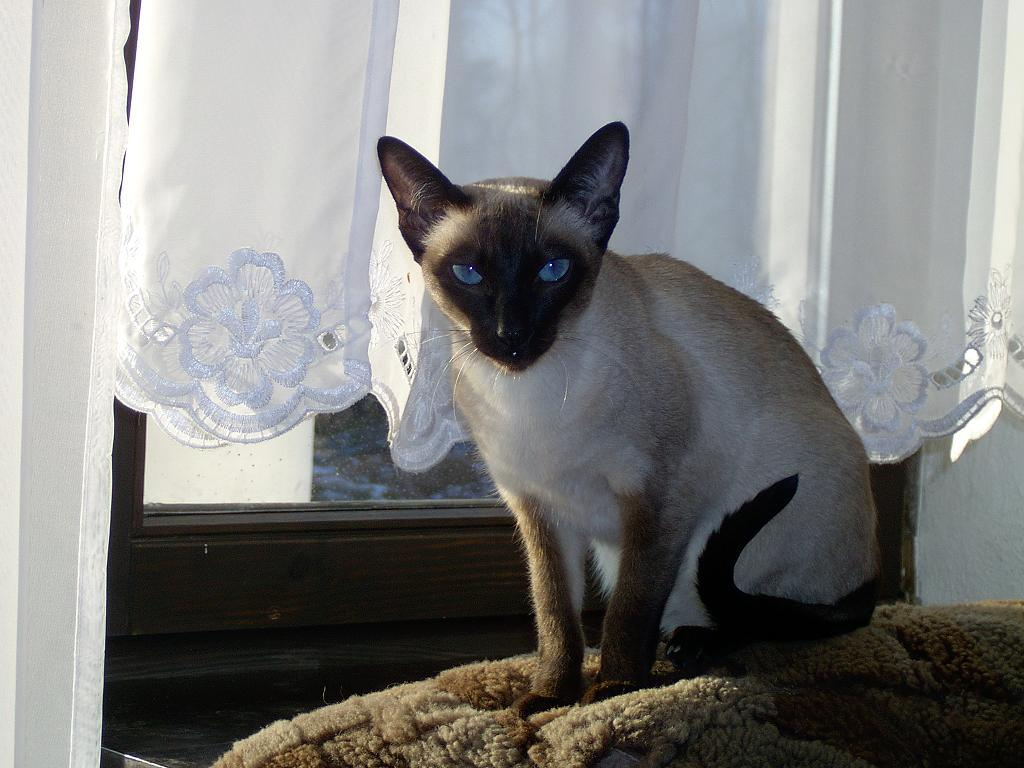
Siamská kočka
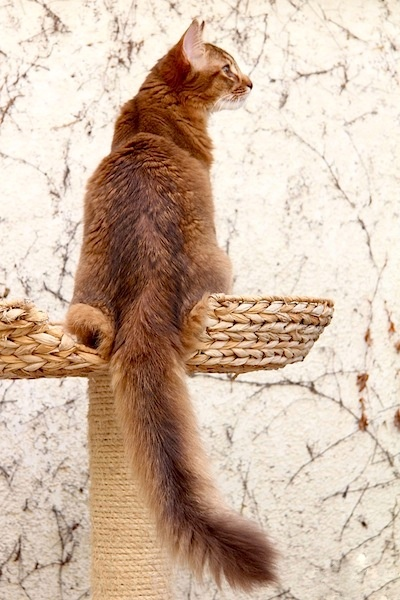
Somálská kočka
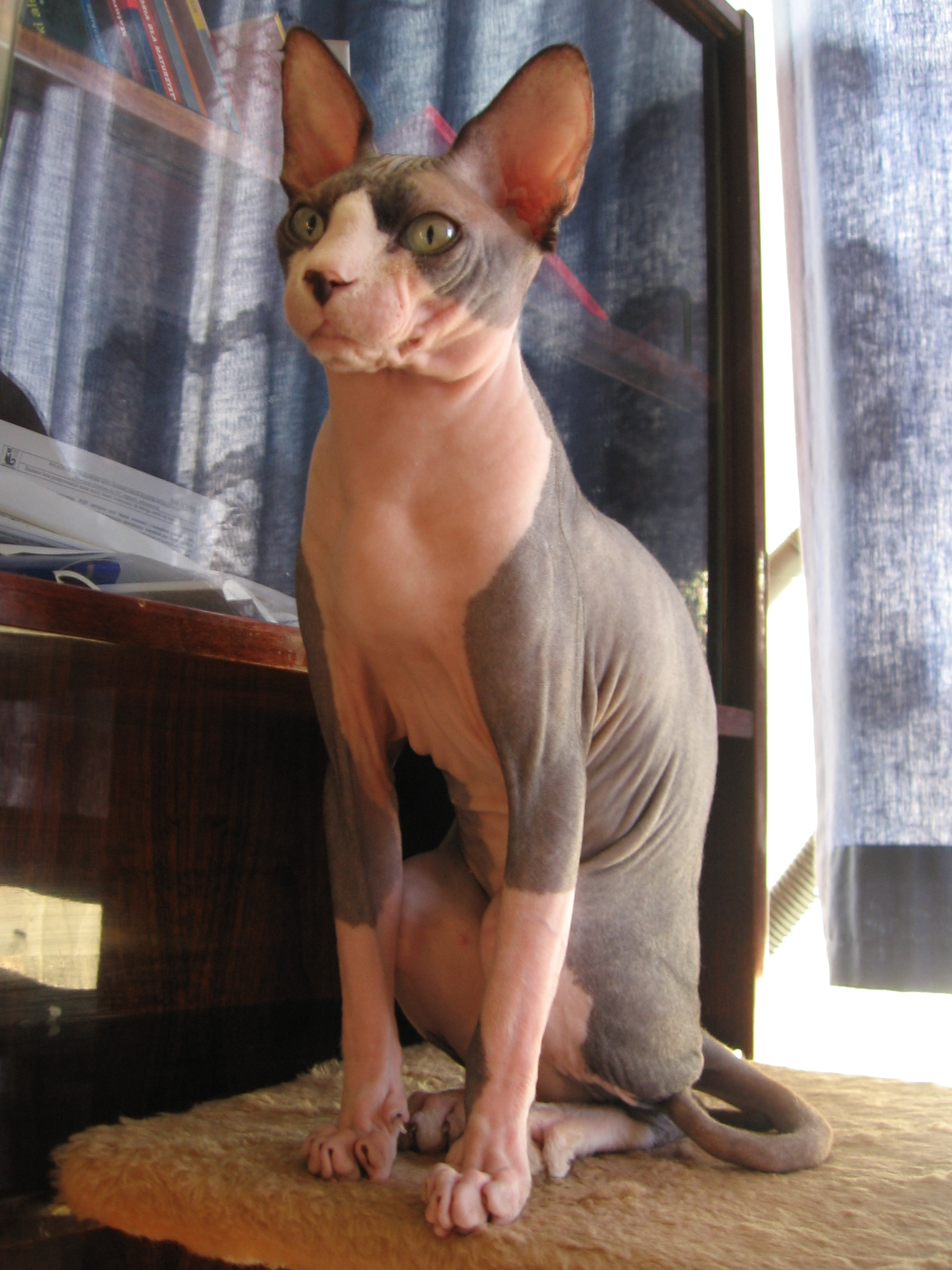
Sphynx
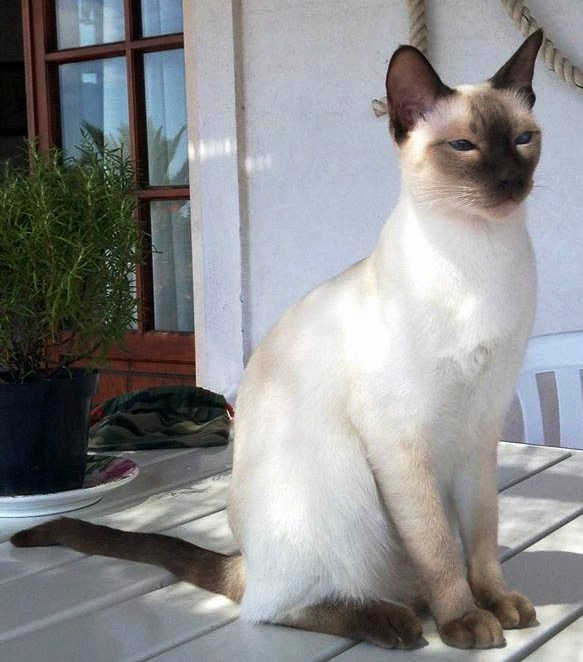
Thajská kočka

- Balinéská kočka
- Habešská kočka
- Cornish rex
- Devon rex
- Donský sphynx
- Německý rex
- Japonský bobtail
- Orientální kočka (krátkosrstá)
- Peterbald
- Ruská modrá kočka
- Siamská kočka
- Somálská kočka
- Sphynx
- Thajská kočka

## Neuznaná plemena
Kromě toho existuje mnoho dalších plemen, které FIFe neuznává:
- Americký bobtail
- Americká hrubosrstá kočka
- Americká krátkosrstá kočka (nezaměňovat za krátkosrstou formu americké kadeřavé kočky!)
- Asijská kočka
- Australská mist
- Bombajská kočka
- California Spangled
- Cejlonská kočka
- Česká kadeřavá kočka
- Lykoi
- Munchkin
- Nebelung
- Pixiebob
- RagaMuffin
- Skotská klapouchá kočka
- Sterling
- Minuet
- Tiffany
- Tonkinská kočka
- Toyger
- Ukrajinský levkoy

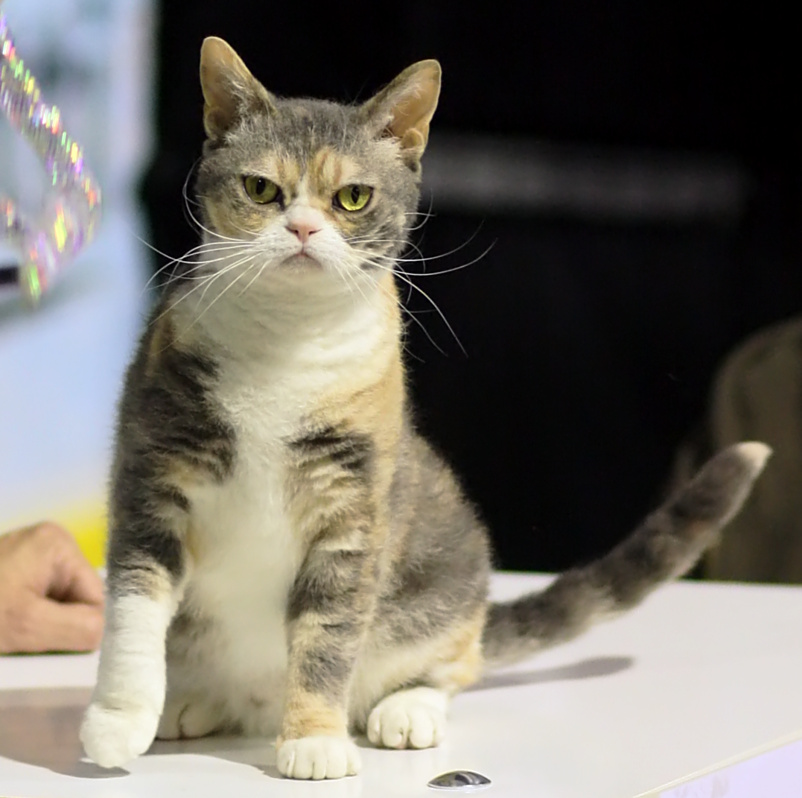
Americká hrubosrstá kočka
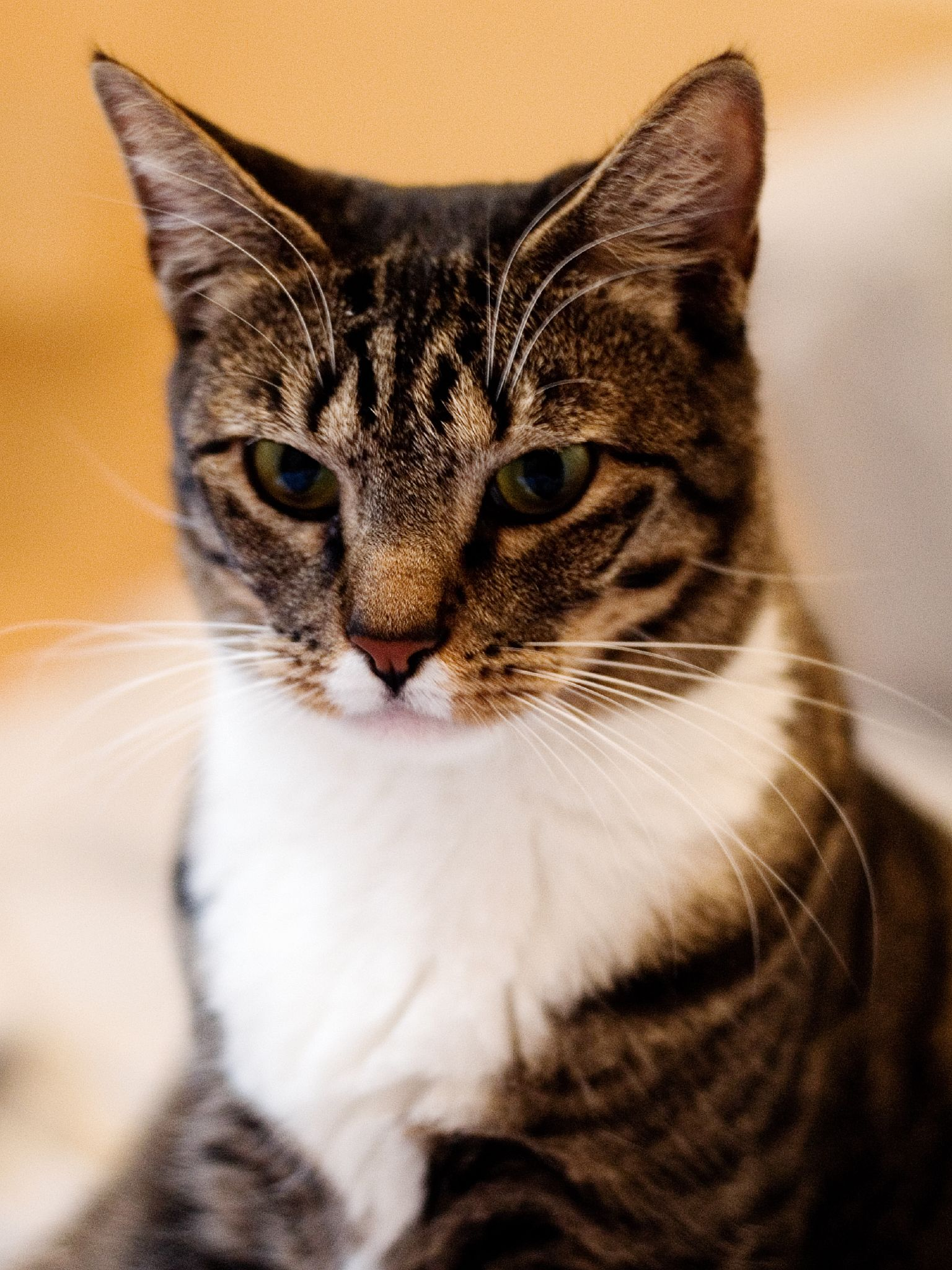
Americká krátkosrstá kočka
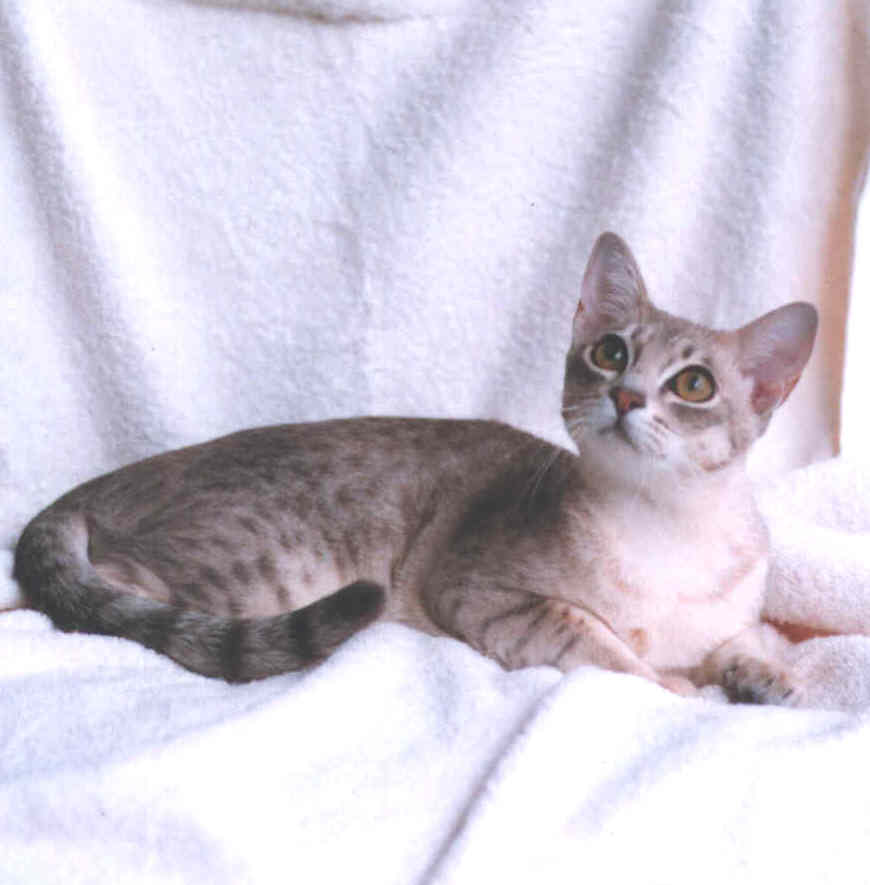
Australská mist
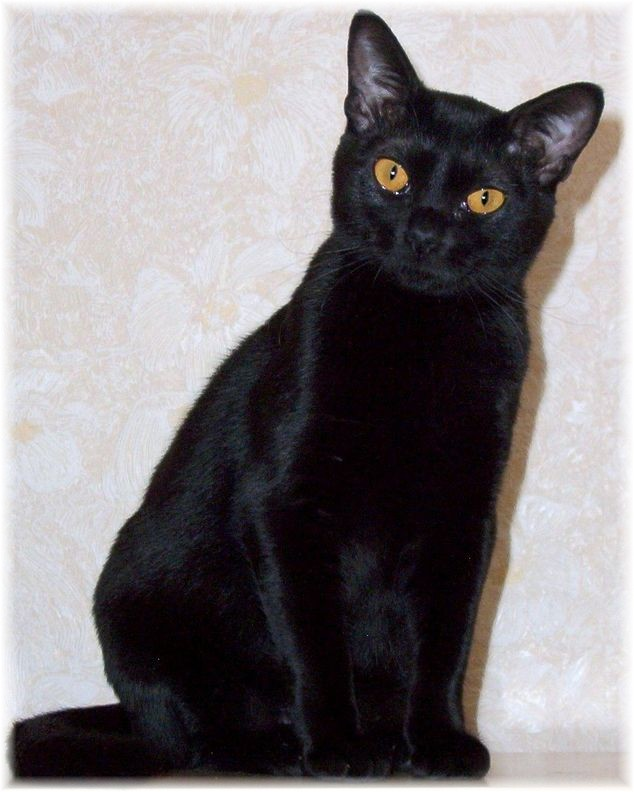
Bombajská kočka
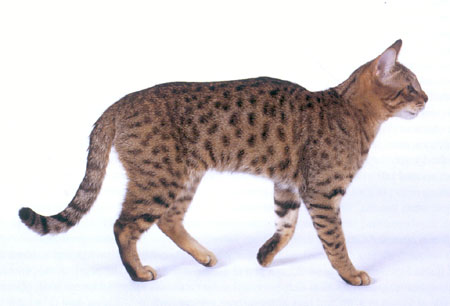
California Spangled
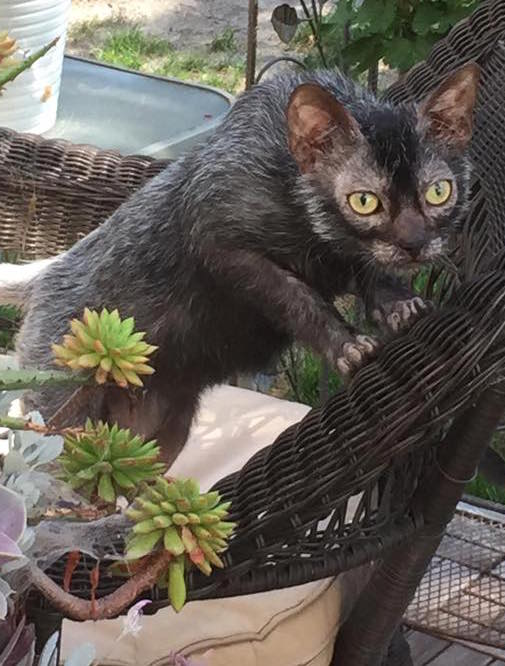
Lykoi
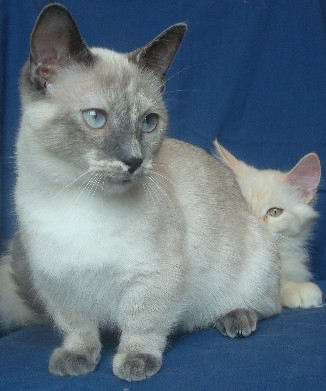
Munchkin
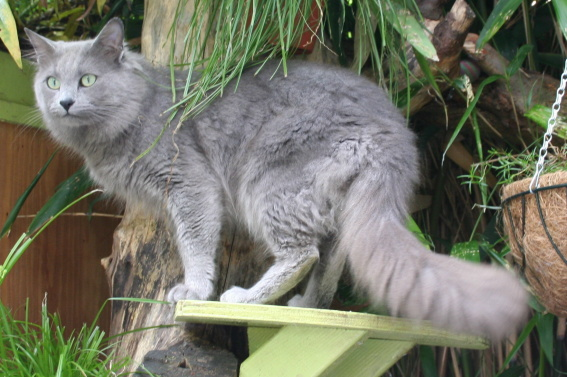
Nebelung
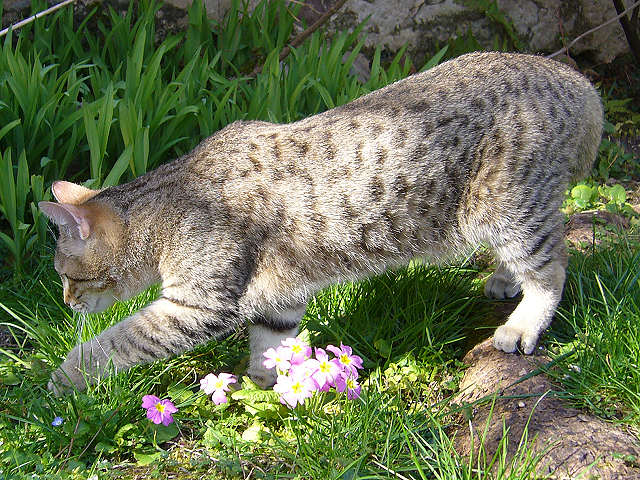
Pixiebob
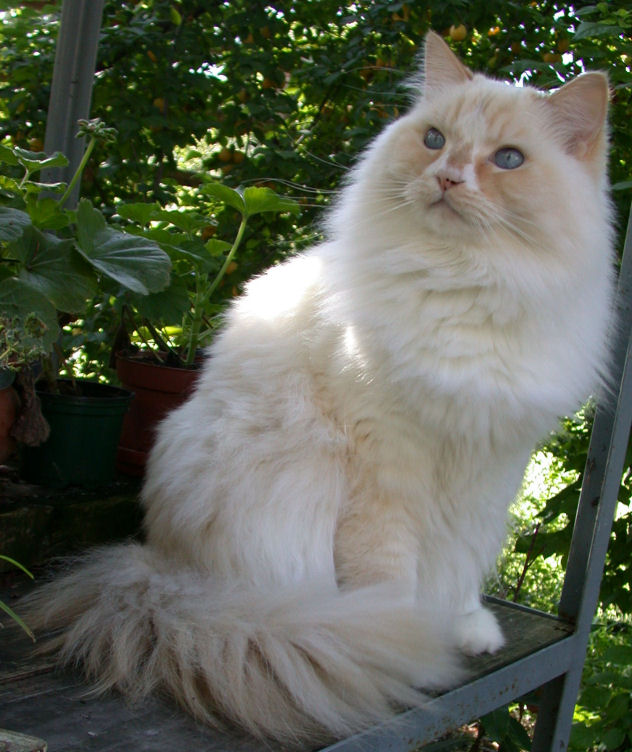
RagaMuffin
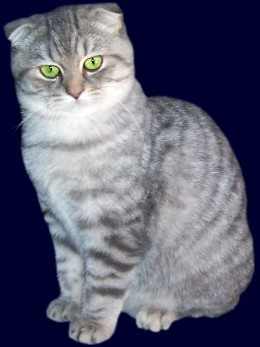
Skotská klapouchá kočka
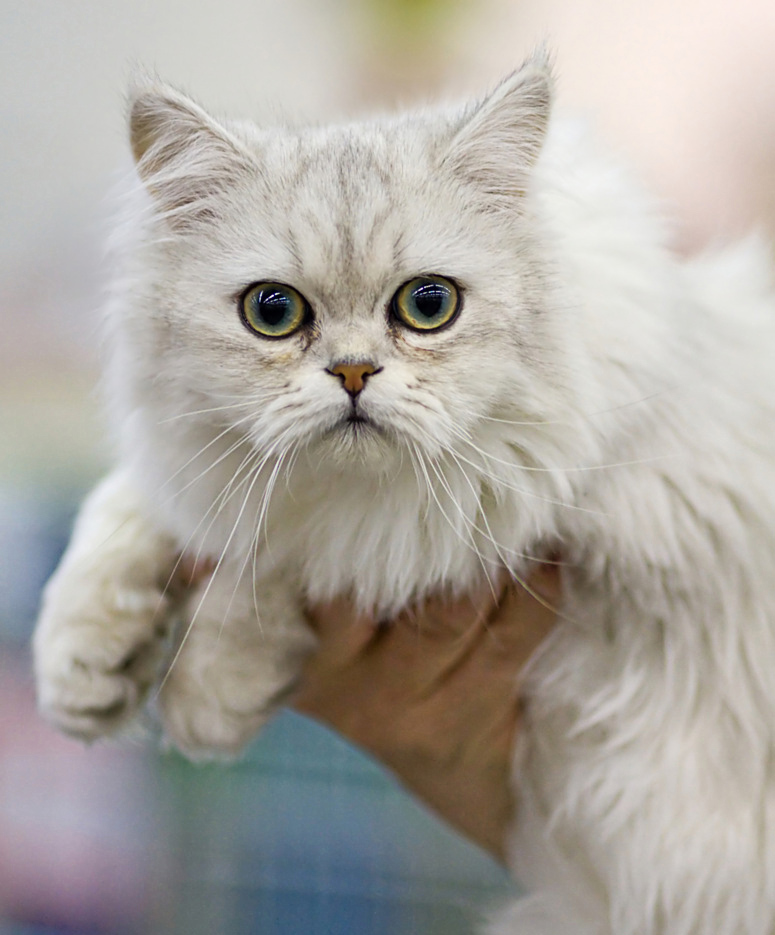
Tiffany
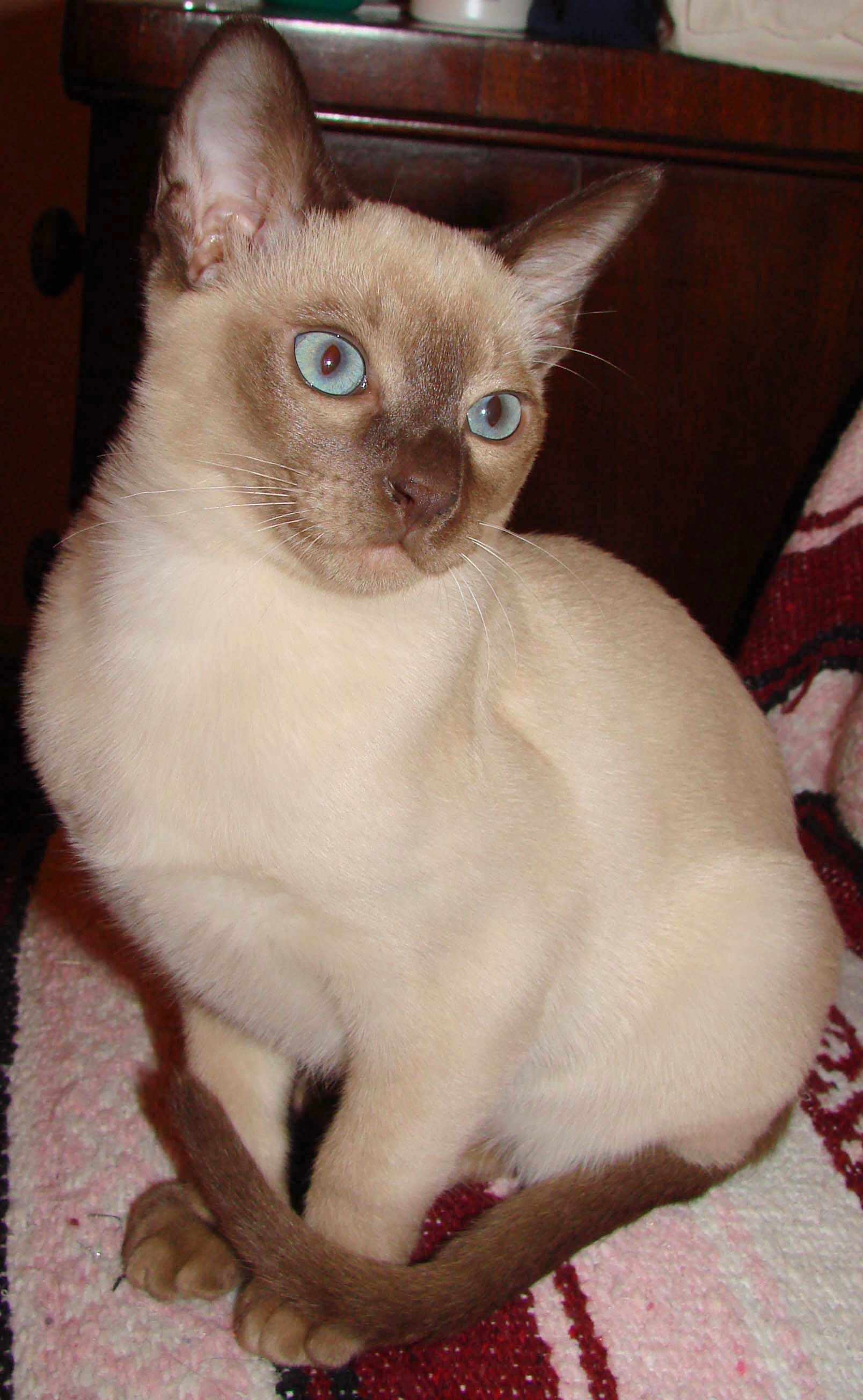
Tonkinská kočka
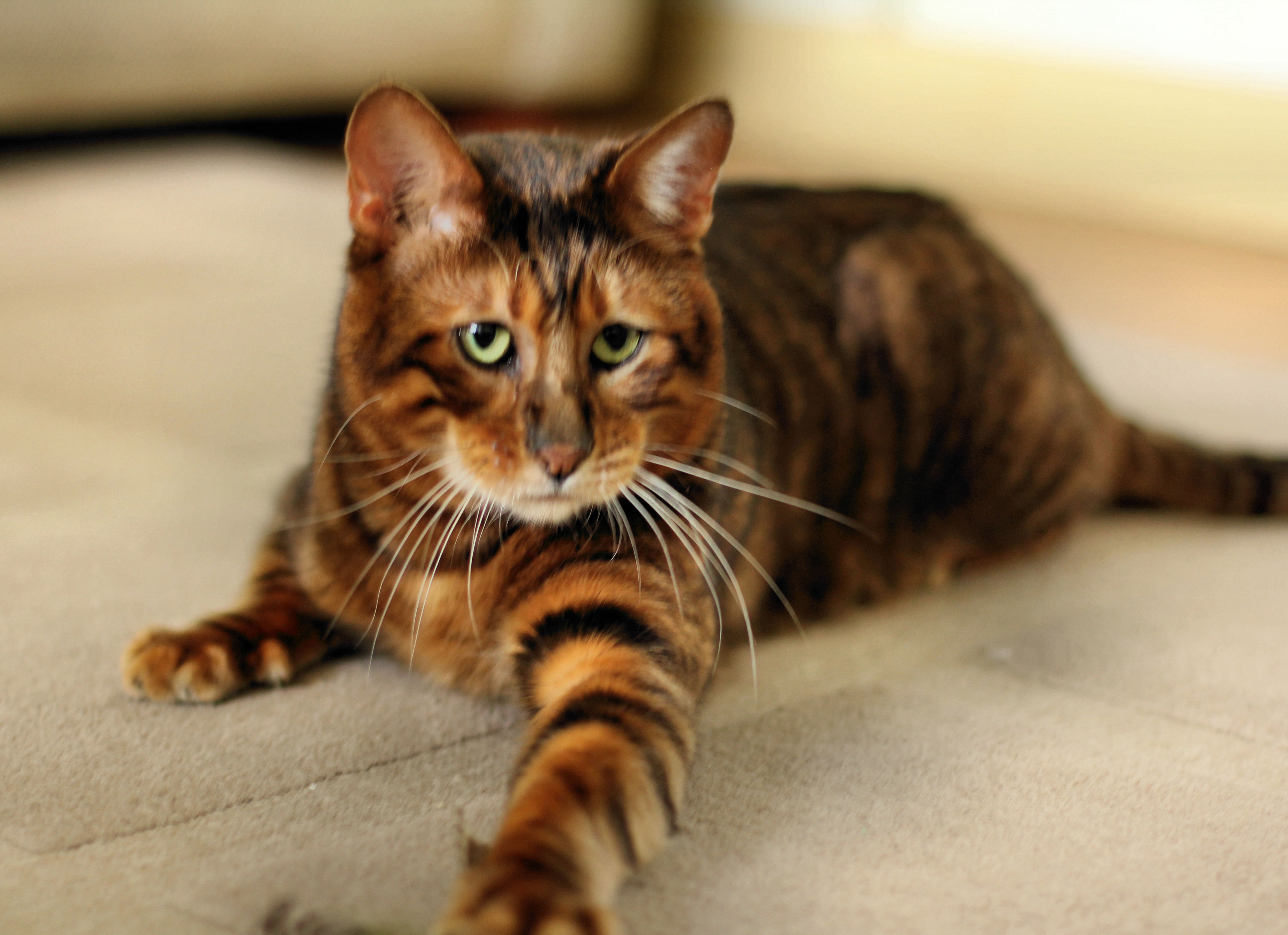
Toyger
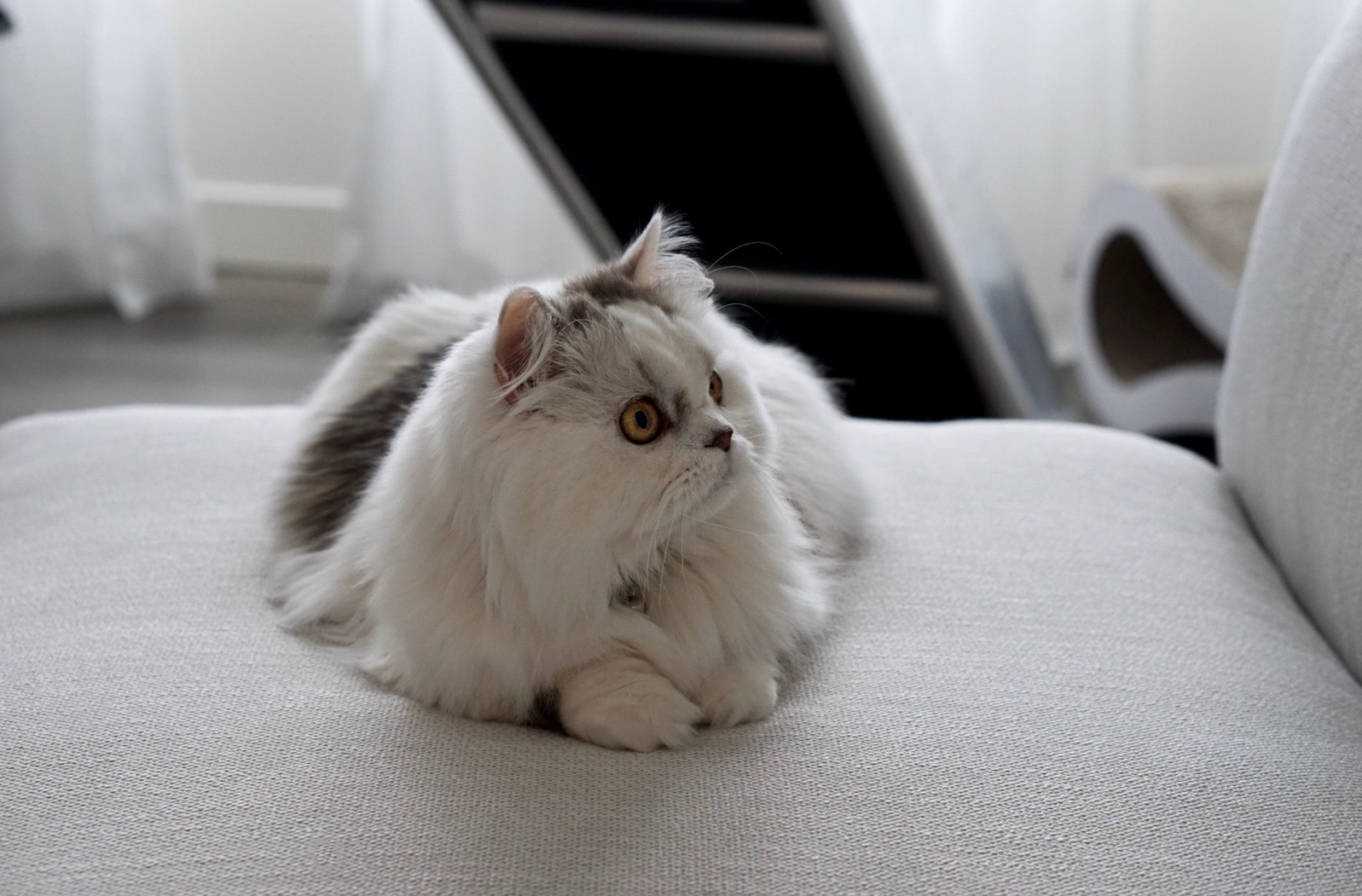
Minuet

A další. Nová plemena koček a nové barevné variety vznikají každý den,[zdroj?] každým rokem se také rozšiřují řady uznaných plemen.
Uvádí se, že v České republice jsou nejvíce chovaným plemenem mainská mývalí, britská kočka a ragdollové.